# Laocoon
Pour les articles homonymes, voir Laocoon (homonymie).
Ne doit pas être confondu avec Lacoon.

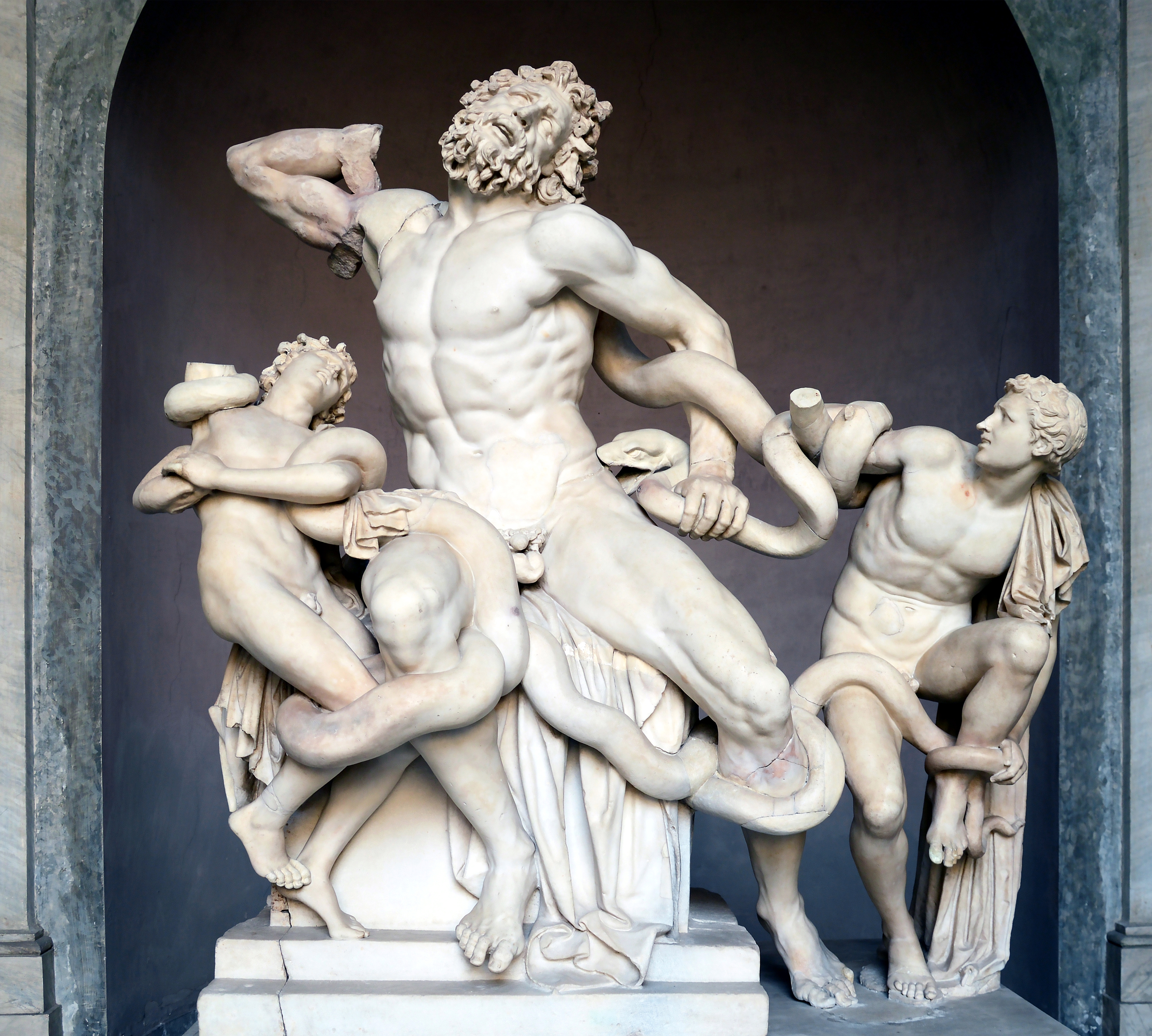
Groupe du Laocoon, œuvre des Rhodiens Agésandre, Athénodore et Polydore, IIe ou Ier siècle av. J.-C., musée Pio-Clementino, Vatican.

Dans la mythologie grecque, Laocoon (pr. : \la.o.ko.ɔ̃\), du grec ancien Λαοκόων / Laokóôn, « celui qui comprend le peuple », de λαός laós « peuple » et κοέω koéô « entendre, comprendre », est l'un des protagonistes de l'épisode du cheval de Troie.

## Mythe
Fils du roi Priam et d'Hécube, ou bien d'Anténor, ou encore de Capys et de Thémisté suivant d'autres traditions, Laocoon est prêtre de Poséidon (ou d'Apollon). Un matin, les Troyens découvrent sur la grève abandonnée un cheval de bois, présenté comme une offrande à Athéna pour assurer aux Grecs un retour en sécurité après leur prétendu départ.
Les Troyens se divisent sur le sort du cheval : certains veulent le faire entrer dans la ville, en signe de victoire, d'autres sont d'avis de le brûler. Laocoon met obstinément en garde ses compatriotes. C'est la célèbre phrase que Virgile met dans sa bouche (Énéide, II,49) : Timeo Danaos et dona ferentes  (« Je crains les Grecs, même lorsqu'ils apportent des présents »), exprimant cette vérité qu'il faut toujours se défier d'un ennemi quelque généreux qu'il paraisse. Il lance un javelot au flanc du cheval, qui sonne alors creux, mais nul ne le remarque. On amène alors Sinon, espion grec qui encourage les Troyens à faire entrer le cheval dans la cité en le présentant comme une offrande à la déesse Athéna.
Comme pour appuyer son récit, deux serpents arrivent de la haute mer alors que Laocoon sacrifie un bœuf à Poséidon. Ils se jettent sur ses deux fils et les démembrent, puis s'attaquent à Laocoon lui-même, qui tentait en vain de les arrêter. Les serpents se réfugient ensuite dans un temple d'Athéna, se lovant au pied de sa statue colossale. Les Troyens pensent alors que c'est la déesse qui se venge de l'outrage fait à une offrande qui lui est consacrée et, rassurés, font entrer le cheval dans leurs murs.
Lycophron, qui place la scène de l’attaque des serpents dans le temple d’Apollon, donne à ceux-ci les noms de Charibée et Porcé (ou Porcès). D’autres auteurs leur donnent les noms de Curissis et Péribée.
Les deux enfants de Laocoon sont les Laocoontides, Éthron et Mélanthos, qu’on nomme aussi Antiphas et Thymbrée.

### Dansl'Énéide
Cette scène est décrite avec force détails dans le chant II de l’Énéide de Virgile, l'un des plus célèbres passages de toute l'épopée.
« ...Illi agmine certo

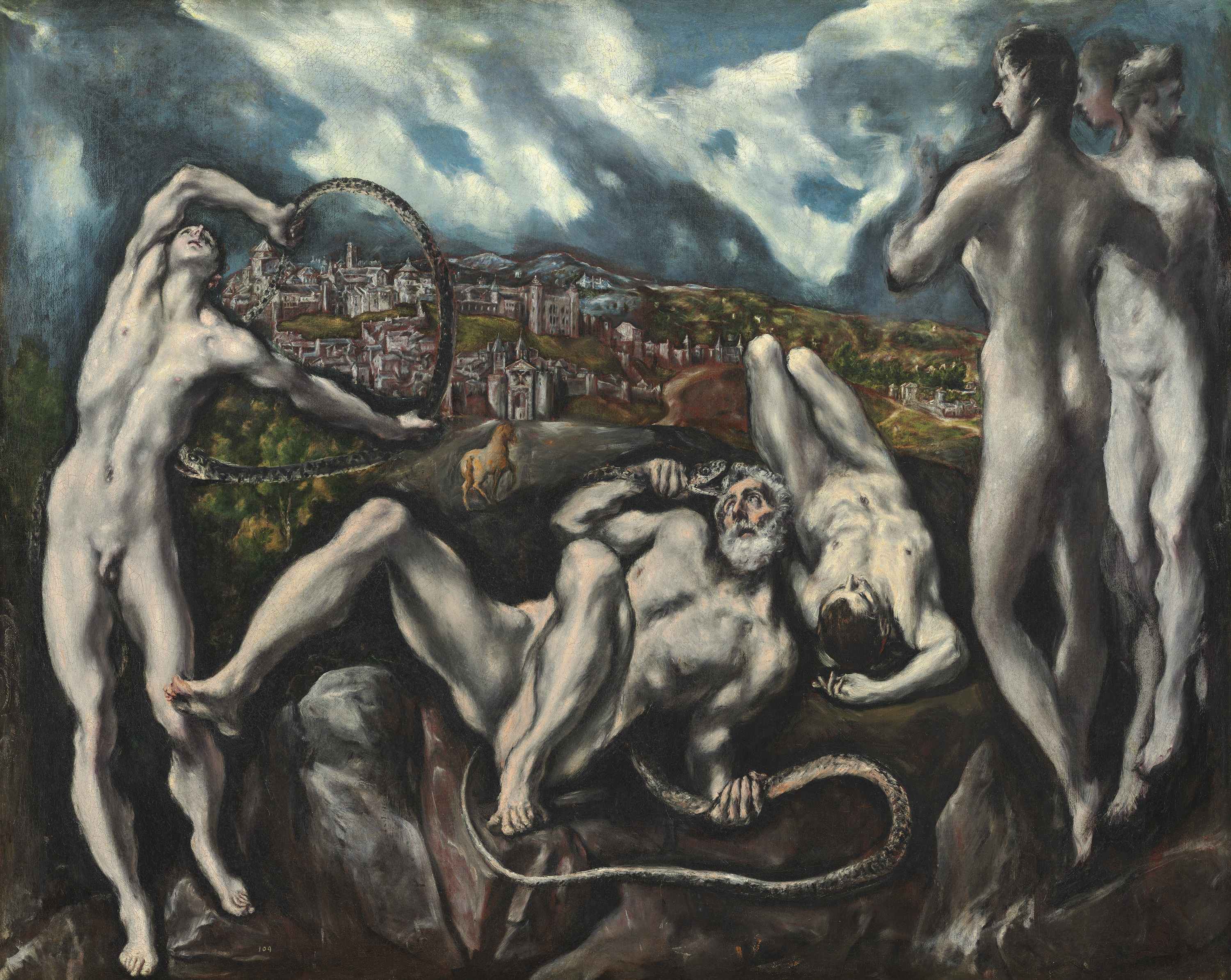
Laocoon, par Le Greco (1604-1614)

Laocoonta petunt; et primum parva duorum
Corpora natorum serpens amplexus uterque
Implicat, et miseros morsu depascitur artus.
Post, ipsum, auxilio subeuntem ac tela ferentem,
Corripiunt, spirisque ligant ingentibus: et jam
Bis medium amplexi, bis collo squamea circum
Terga dati, superant capite et cervicibus altis.
Ille simul manibus tendit divellere nodos,
Perfusus sanie vittas atroque veneno,
Clamores simul horrendos ad sidera tollit:
Quales mugitus, fugit cum saucius aram
Taurus, et incertam excussit cervice securim. »
« Mais eux, sûrs de leur but, marchent sur Laocoon. C'est d'abord les corps de ses deux jeunes fils qu'étreignent les serpents : ils se repaissent de la chair en lambeaux de leurs malheureux membres. Ensuite, c'est Laocoon lui-même, accouru les armes à la main à leur secours, qu'ils saisissent et enroulent dans leurs immenses anneaux : par deux fois déjà ils ont ceinturé sa taille, par deux fois autour du cou Ils ont enroulé leurs croupes couvertes d'écailles, le dominant de leurs nuques dressées. Aussitôt, Laocoon tend les mains pour desserrer leurs nœuds, ses bandelettes dégouttant le sang et le noir venin, alors que ses horribles clameurs montent jusqu'au ciel — ainsi mugit un taureau qui, blessé, fuit l'autel, alors qu'il secoue de son col la hache mal assurée. »
Le personnage de Laocoon a été illustré par l'une des œuvres les plus célèbres de la sculpture grecque antique, le groupe du Laocoon, le représentant avec ses deux fils aux prises avec les serpents.

## Postérité du mythe de Laocoon

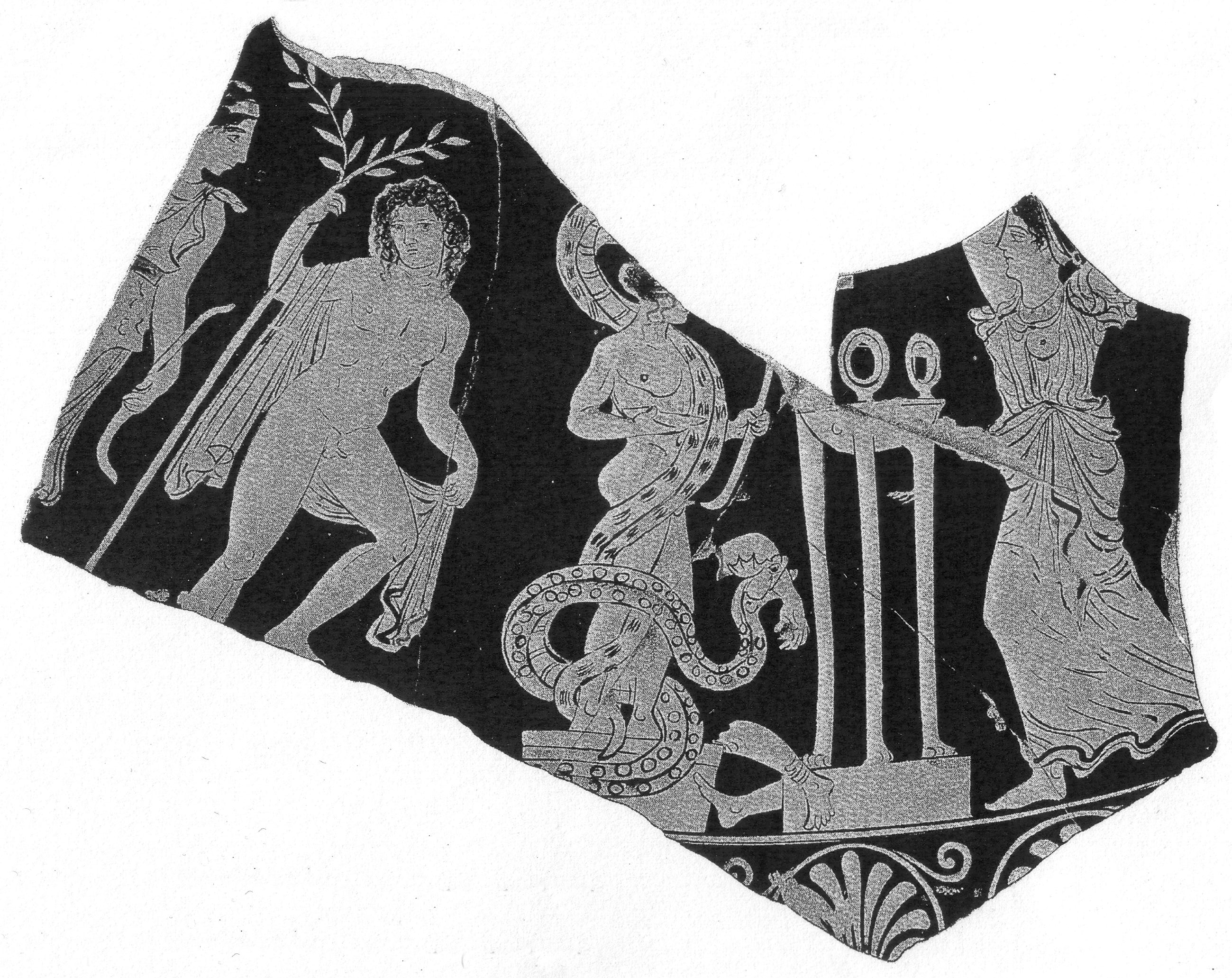
Dessin de Michele Jatta d'un fragment de cratère de Moyenne-Apulie du musée national de Ruvo di Puglia, peint vers 380–370 av. J.-Chr. Laocoon devait être le personnage au bord à droite.

### Art antique
Dans l’Antiquité, l’épisode de Laocoon n’a été que rarement transposé dans les arts plastiques. Les deux plus anciennes représentations de Laocoon connues à ce jour sont, d'une part,celles d’un cratère campaniforme pré-lucanien (vers 430-425 av. J.-C.) d’un artiste anonyme, le « Peintre de Pisticci », d'autre part, celles de plusieurs tessons d'un cratère apulien du musée national de Ruvo di Puglia datés des années 380–370 av. J.-C.

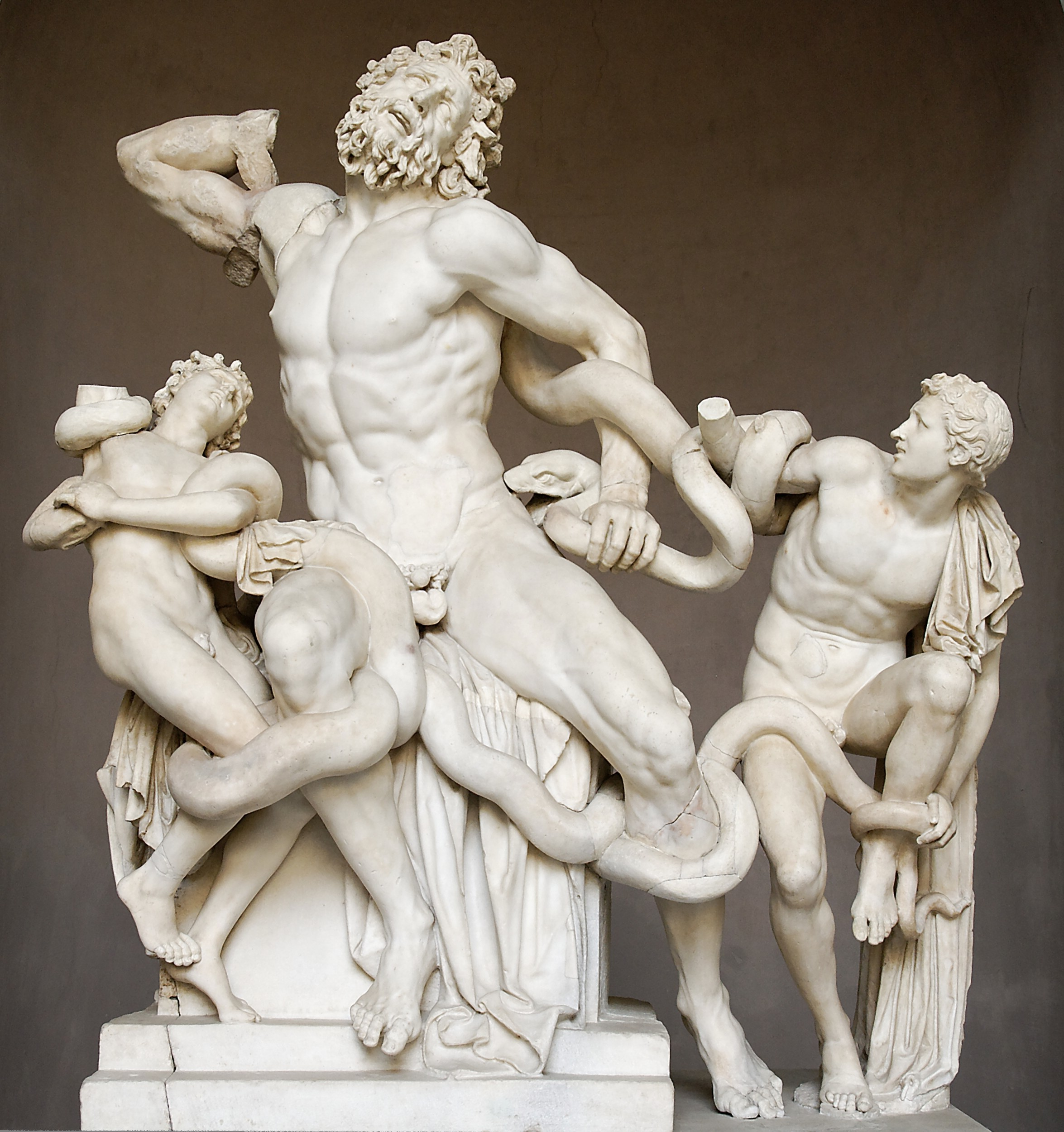
Le cratère apulien de Ruvo, plus récent mais découvert en premier, représente sur un fragment (ill. ci-contre) Apollon et Artémis : Apollon est pris dans les anneaux d'un serpent, une femme se trouve à ses côtés et on voit à terre les restes d’un enfant à moitié dévoré. Avant la découverte du second cratère, intact, on hésitait encore à rattacher la scène représentée au mythe de Laocoon, c’est-à-dire à identifier le personnage se tenant derrière la femme (Antiope) comme Laocoon.
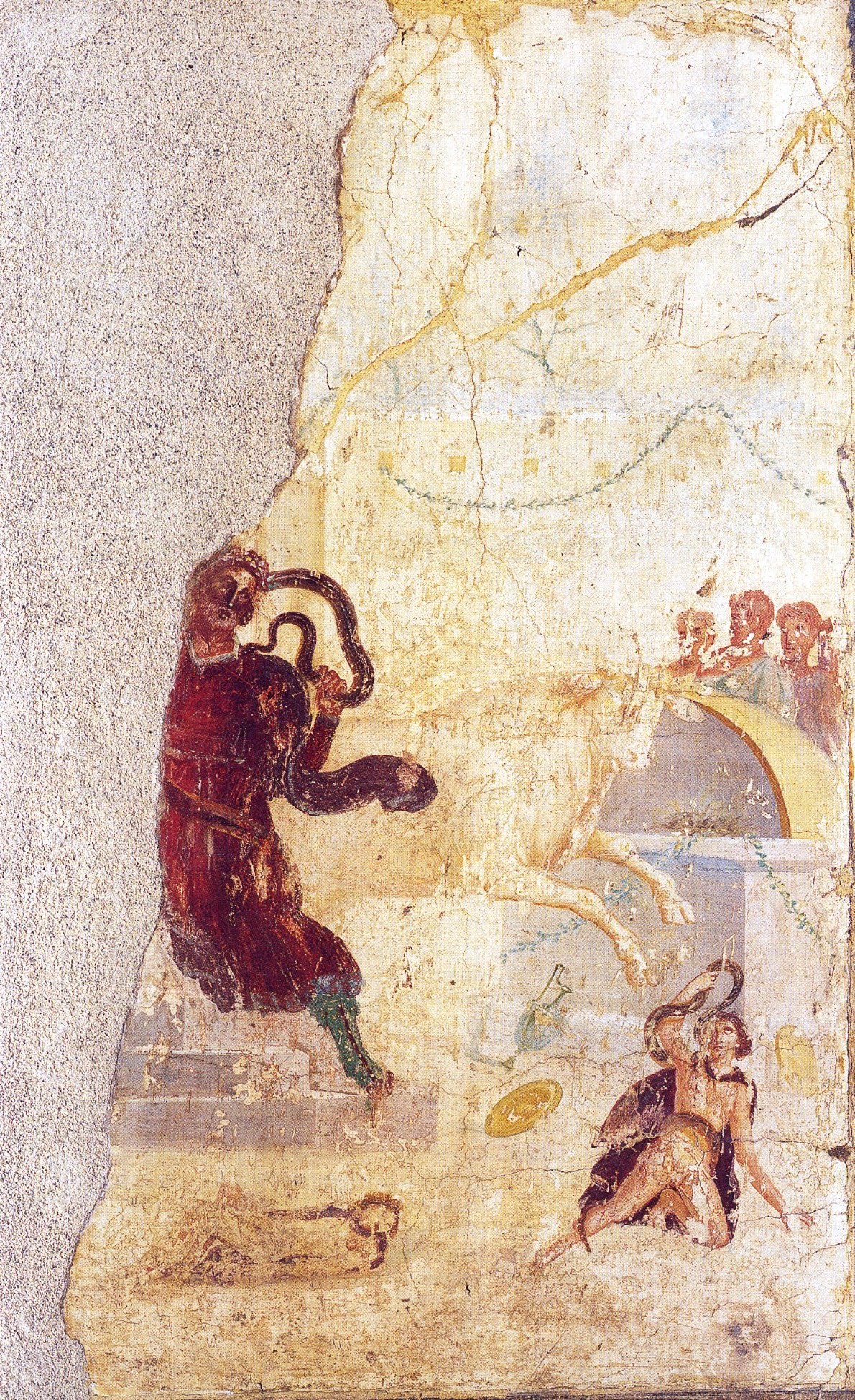
Le cratère campaniforme pré-lucanien comporte une mise en scène similaire : on reconnaît à gauche une statue d’Apollon enserrée dans les anneaux d'un python, au pied de laquelle on discerne les restes d'un enfant. Une femme est grimpée sur la statue, une hache à la main ; il y a derrière elle un homme (personnage barbu). Apollon se tient à côté de la statue (Artémis est ici absente). L’archéologue Konrad Schauenburg (1921-2011) et les exégètes postérieurs refusent de voir dans la femme Antiope, l’épouse de Laocoon, qui serait alors l'homme à l'arrière-plan ; contre l'avis d’Erika Simon, Postriot identifie cette femme à Cassandre. Selon Fœrster et Furtwängler, un personnage aussi important que Laocoon n’aurait jamais été représenté à cette époque derrière un personnage féminin, à moins qu’il n’ait déjà été tué par le serpent. Comme ici les fils sont déjà tués, Furtwängler conclut que le vase est une représentation précoce du récit qu’on trouve chez Euphorion et Virgile, où les trois personnages sont déjà morts. Mais l’archéologue Margot Schmidt (1932-2004) est d’avis que le Laocoon du cratère de Ruvo ne sera pas attaqué par le serpent, mais qu'il va survivre. Toutefois, dans la mesure où le serpent était déjà présent dans la peinture cultuelle, le lien avec la version d’Arctinos n'est guère convaincant. Puisqu'aussi bien la statue que la posture de la femme sont identiques à celles du fragment du cratère apulien, Schauenburg et Schmidt voient dans ce tesson un lien avec le mythe de Laocoon. Selon Furtwängler, il s'agirait d'une allusion à une variante de la légende dans laquelle Laocoon et sa femme ont eu des enfants non-désirés. Schmidt, Steinmeyer et Herwig Maehler (en) rapprochent avec force arguments les détails du tableau d'une tragédie de Sophocle, dans laquelle, nous dit Denys d'Halicarnasse, les deux fils meurent, et non un seul (comme chez Arctinos). Furtwängler pense plutôt que la source d'inspiration serait une tragédie post-Sophocle. De même, les chercheurs sont partagés quant à l'identification avec Laocoon de l'homme barbu attaqué par un serpent au pied d'un autel, que l'on voit représenté sur un canthare attique ; cette décoration attique représente en effet à côté un homme muni d'un sceptre et d'une fronde, qu'on pourrait lui aussi assimiler à Laocoon. Dans tous ces tableaux, Schmidt considère que les personnages d'Apollon et d’Énée se correspondent : elle formule l'hypothèse que c'est la popularité de la légende d’Énée le Romain qui explique que l'épisode de Laocoon ait été si souvent repris en Italie méridionale. Deux fresques mises au jour à Pompéi en 1875 : l'une dans la Maison de Ménandre et l'autre dans la Casa di Laocoonte (toutes deux du milieu du Ier siècle; resp. troisième et quatrième style, du règne de vespasien) représentent une scène identique. La fresque en perspective, en partie détériorée, de la Casa di Laocoonte, montre Laocoon vêtu d'un chiton et couronné. Fuyant le python, il cherche refuge sur les degrés d'un autel. L'un de ses fils lutte encore contre le monstre, l'autre fils est déjà mort, gisant à terre ; le philologue Georg Lippold émet des doutes quant au fait qu'un seul des fils est tué dans la version d'Arctinos. À l'arrière-plan, quatre témoins et un bœuf sont représentés. Gerhart Rodenwaldt, s'appuyant sur le dessin moins net du second fils ainsi que des quatre spectateurs, suppose que ces détails seraient une idée postérieure du peintre, alors que les autres personnages s'inspirent d'un modèle. Fœrster rattache la scène à la ruse de Laocoon dans le temple d'Apollon, car on voit un temenos sur le tableau. Cette fresque est aujourd'hui conservée au musée archéologique national de Naples (numéro d'inventaire 111210). Au début, les chercheurs négligèrent la description que Virgile donne de Laocoon au livre II de l’Énéide : Rudolf Ehwald cherchait plutôt la source d'inspiration dans l’œuvre d'Euphorion, et considérait l'autel comme une partie d'un temple (vraisemblablement le Tymbraios d'Apollon). Pour Foerster, Simon et d'autres, le modèle pourrait bien être le Groupe du Laocoon, mais d'après Rodenwaldt ce serait une exception dans les fresques de Pompéi, donc assez peu vraisemblable. Rodenwaldt pense que cette fresque a été inspiré par une œuvre disparue, qui pourrait être l'un des modèles du Groupe du Laocoon. Récemment, la recherche se concentre autour de l'hypothèse de l'archétype virgilien, car dans l’Énéide (et sans doute pour la première fois) les trois personnages trouvent la mort ; enfin, on suppose que cette fresque ne serait qu'une copie. Répondant à ce tableau de Laocoon, il y a dans le triclinium voisin une peinture murale de Polyphème, d’Énée et de ses compagnons (aujourd'hui au musée archéologique national de Naples, n° d'inventaire 111211), épisode à rattacher à l'Odyssée. Le pendant à la fresque de Laocoon, dans la Maison de Ménandre, représente en outre Cassandre. Le meilleur état de cette peinture permet de voir nettement que Laocoon et son fils sont chacun attaqué par un serpent, et que l'autre fils est déjà mort. Au lieu d'un autel, on voit une table mise en pièces, et plusieurs spectateurs de la scène ; enfin un taureau sacrifié gît à terre au second plan. Georg Lippold, qui a passé en revue plusieurs œuvres antiques, considère finalement le peintre Zeuxis d'Héraclée comme l'inspirateur le plus plausible. Pour l'archéologue Arnold von Salis (de), qu'il s’agisse du poème de Virgile ou du groupe de Laocoon, il faut chercher plutôt un archétype romain que grec.
- Groupe du Laocoon en marbre du musée du Vatican.
- fresque romaine de la Casa di Laocoonte (avant 50 apr. J.-Chr.) représentant la mort de Laocoon.
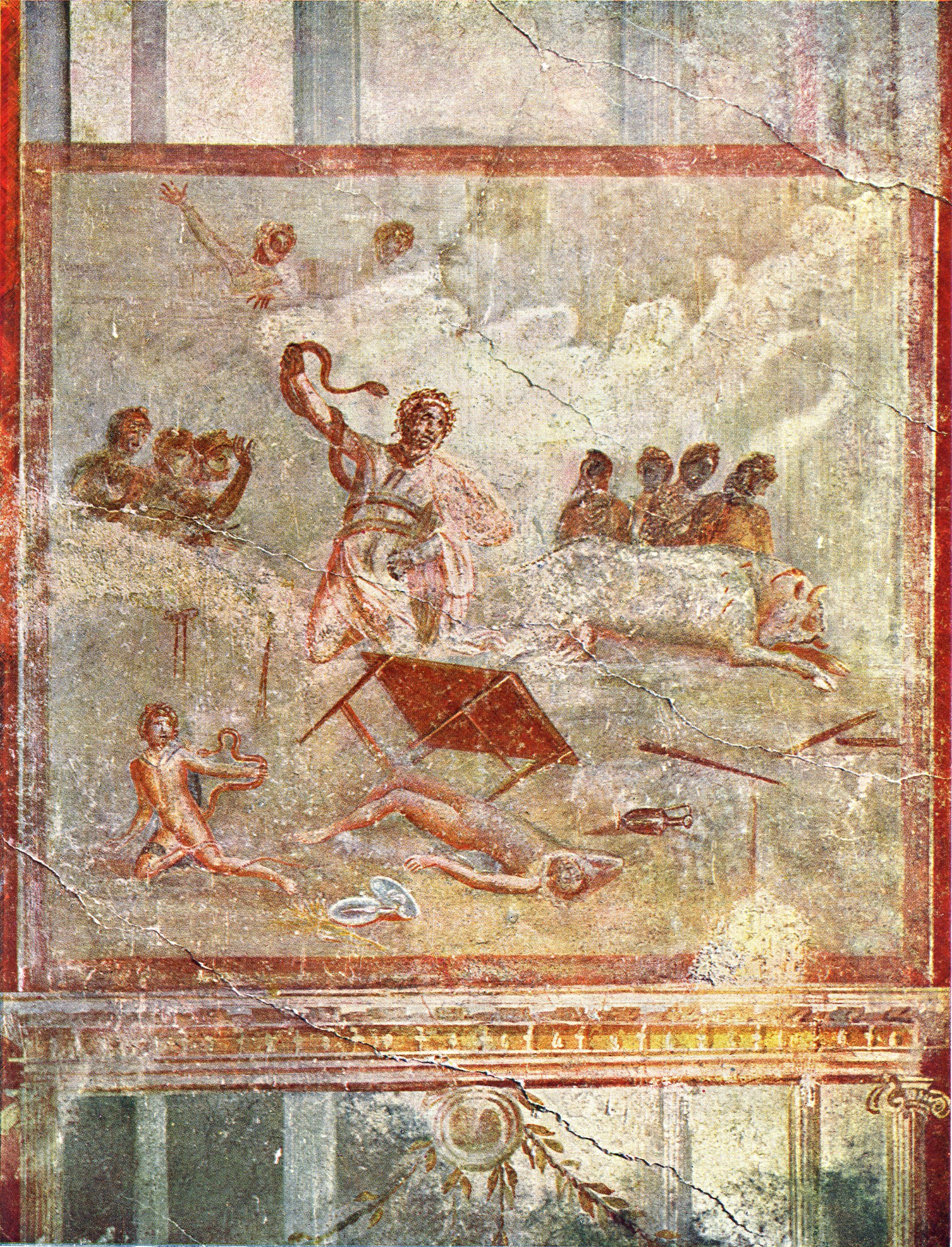
Thème identique sur cette fresque romaine de la Maison de Ménandre.
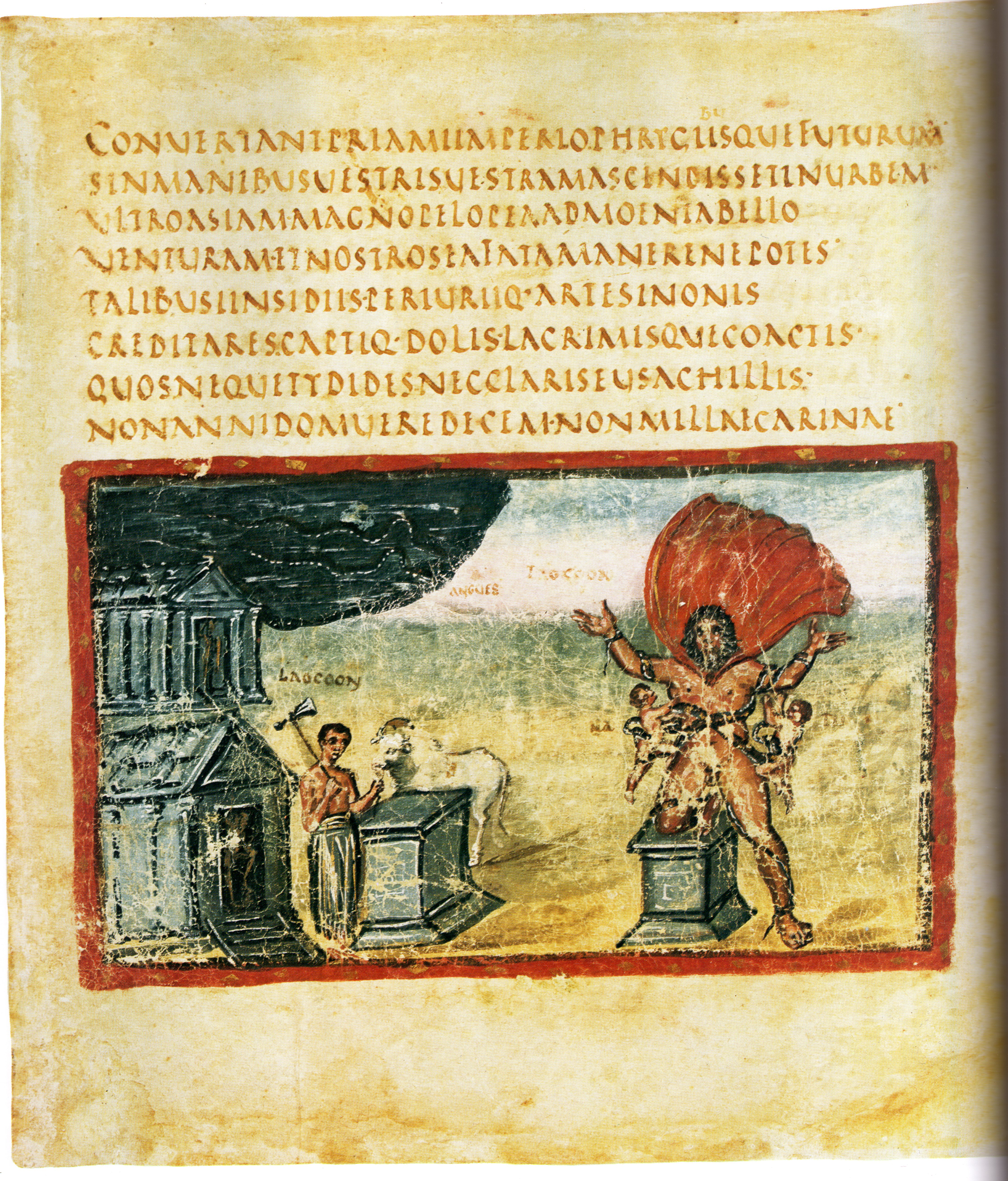
Miniature du Vergilius vaticanus, datant du Ve siècle représentant l'attaque par un serpent de Laocoon et de ses fils.
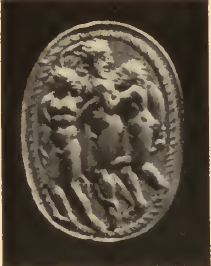
Camée étrusque vraisemblablement du IVe – IIIe siècle, représentant sans doute Laocoon et ses fils.

La représentation la plus célèbre de Laocoon est le groupe en marbre haut de 2,42 m, déterrée les 13-14 janvier 1506 près de la basilique Saint-Pierre-aux-Liens par Felice de Fredis : le Groupe du Laocoon. 

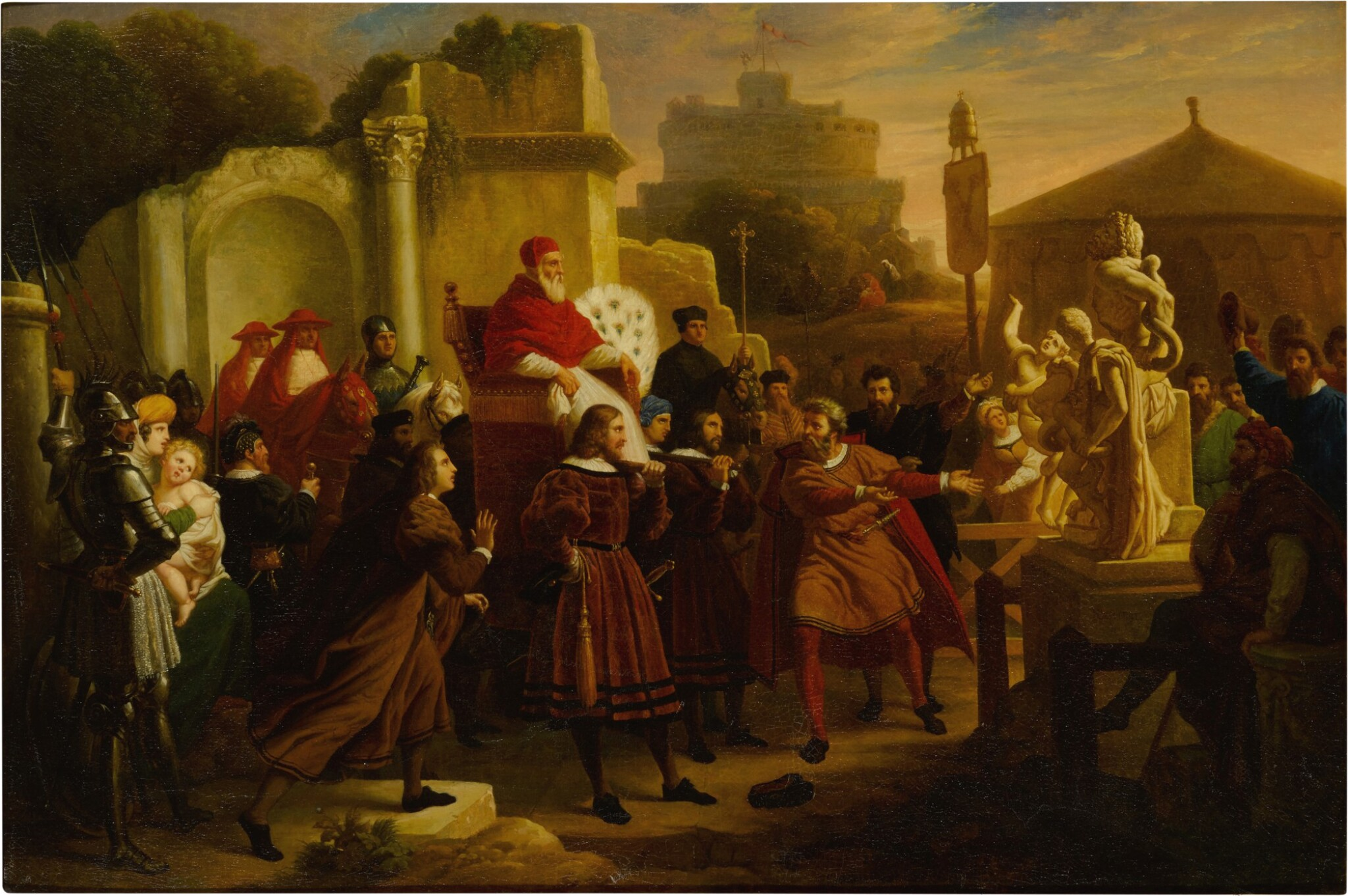
La Découverte du Laocoon par le peintre Pierre-Nolasque Bergeret (1834/35)

Lorsque le pape Jules II chargea l'architecte Giuliano da Sangallo d'examiner ce chef d’œuvre, ce dernier le rapprocha d'emblée de la description que donne Pline l'Ancien (Histoire Naturelle, livres 36, 37) d'une statue érigée sous le règne de Titus : il serait inspiré de sculptures ou de bronzes et sculpté dans un même roc sur ordre d'un conseiller impérial par trois des meilleurs artistes rhodiens (Hagésandre, Polydore et Athénodore). 
Ce groupe représente au centre Laocoon se tenant sur un autel, à sa gauche ses deux fils  – ce trio est attaqué par un python monstrueux, et E. Simon, contrairement à Robert, estime que le fils aîné peut encore se libérer des anneaux. Pour cette raison, une filiation avec le poème de Virgile est peu convaincante, car chez Virgile les trois personnages meurent. Erika Simon propose de relier plutôt l'épisode à la version d'Arctinos, dans laquelle seuls le père et l'un des fils meurent. Mais comme on ne peut totalement exclure une source virgilienne, ce qui repousserait le terminus post quem, les experts restent divisés quant à la datation du groupe de Laocoon : une majorité plaide à son endroit pour une origine nérono-flavienne (Ier siècle ap. J.-C.), tandis que quelques auteurs n'y voient qu'une copie en marbre de l'ère augustéenne (Ier siècle av. J.-C.) d'un bronze hellénistique (IIe siècle av. J.-C.), inspiré selon Bernard Andreae entre autres par Phyromachos et son grand autel de Pergame. Le groupe du Laocoon connut dès sa découverte de multiples imitations ; il n'est cité chez aucun auteur de l'Antiquité. Plusieurs des premières polémiques à propos de ce groupe en marbre trouvent leur conclusion dans l'essai de Gotthold Ephraim Lessing : Laokoon oder Über die Grenzen der Malerei und Poesie (1766). La découverte en 1905 d'un bras de la statue par l'archéologue et antiquaire Ludwig Pollak (en) a relancé les controverses ; ce n'est qu'en 1960 que Filippo Magi monte ce vestige sur l'original.
Plusieurs médaillons contorniato de l'Antiquité tardive (356–394 apr. J.-Chr.), qui servaient de cadeaux de Nouvel an, portent sur une face l'effigie d'un empereur du haut empire (dans l'ordre chronologique de frappe : Vespasien et Néron) et sur l'autre face une représentation du serpent attaquant Laocoon et ses fils, qui selon Simon est plus proche du récit de l’Énéide de Virgile. Richard Fœrster, le numismate Andreas Alföldi et l'historien Leopold Ettlinger (en) estiment au contraire que ces contorniati sont plus proches du Groupe du Laocoon – mais pour Alföldi l'adaptation est « fausse de façon criante ». Fœrster y distingue deux familles de médaillons, fidèles par certains aspects au Groupe du Laocoon : ils représentent tantôt deux serpents, tantôt quatre. Alföldi distingue, pour sa part, trois variantes adaptées, mais sans soin, du Groupe du Laocoon. Selon Ettlinger, ces contorniati constituent une forme de propagande qui déplore le déclin de l'Empire romain d'Occident. Une intaille étrusque datant vraisemblablement du IVe ou du IIIe siècle av. J.-C. représente un homme et deux enfants pris dans les anneaux de trois serpents qui s'enfuient. La critique a été longtemps divisée quant à son authenticité, et au fait qu'elle représentait Laocoon et ses fils, enfin au fait qu'elle avait pu servir de modèle au groupe de Laocoon. Ainsi l'archéologue Adolf Furtwängler juge que cette intaille indiscutablement authentique, quoique d'exécution médiocre, témoigne de la popularité croissante, mais très progressive, de la légende la fondation de Rome au IVe siècle av. J.-C. Elle représente « sans doute possible » Laocoon et ses fils dans la droite ligne du Groupe de Laocoon, sans se référer à un modèle grec, thèse reprise par la suite par Bernard Andreae. Toujours selon Furtwängler, ce camée pourrait s'inspirer de la version d’Euphorion, car c'est chez cet auteur qu'on voit pour la première fois Laocoon et de ses fils attaqués par des serpents, comme sur ce bijou. L'archéologue Gemma Sena Chiesa a pris position en 2007 contre la thèse se lon laquelle cette camée aurait été taillée dans l'Antiquité.
Une illustration du Ve siècle de l’Énéide montre deux scènes différentes du récit qui viennent compléter le manuscrit de Virgile de la Bibliothèque vaticane (dans les deux cas, Laocoon est nommé explicitement) : sur la gauche de la miniature, le prêtre sacrifie un bœuf sur l'autel, à droite il est étranglé avec ses fils par un serpent, en projetant son bras en l'air et en hurlant. Les personnages se trouvent entre un temple de Neptune et un autre temple, sans doute consacré à Athéna. Comme l'attaque du serpent ne correspond pas exactement à la description de Virgile, cette illustration pourrait, comme le suggèrent Erika Simon et Leopold Ettlinger, avoir été influencée par le groupe de Laocoon malgré quelques différences. Le manuscrit contenant cette illustration est resté ignoré pendant des siècles dans une bibliothèque.

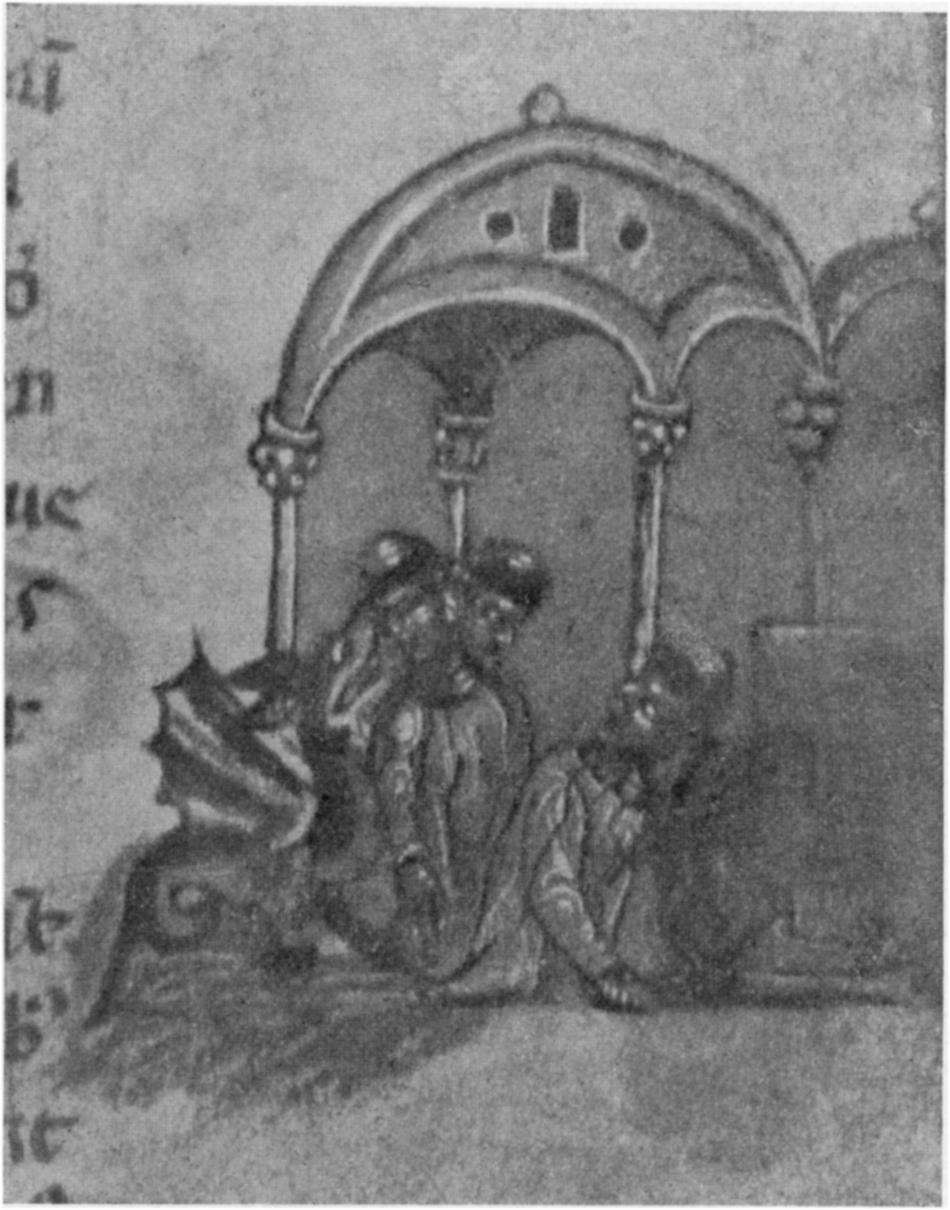
Plus vieille représentation médiévale de la mort de Laocoon et de ses fils. Miniature d'un artiste anonyme du XIVe siècle tirée du Codex Riccardianus 881.
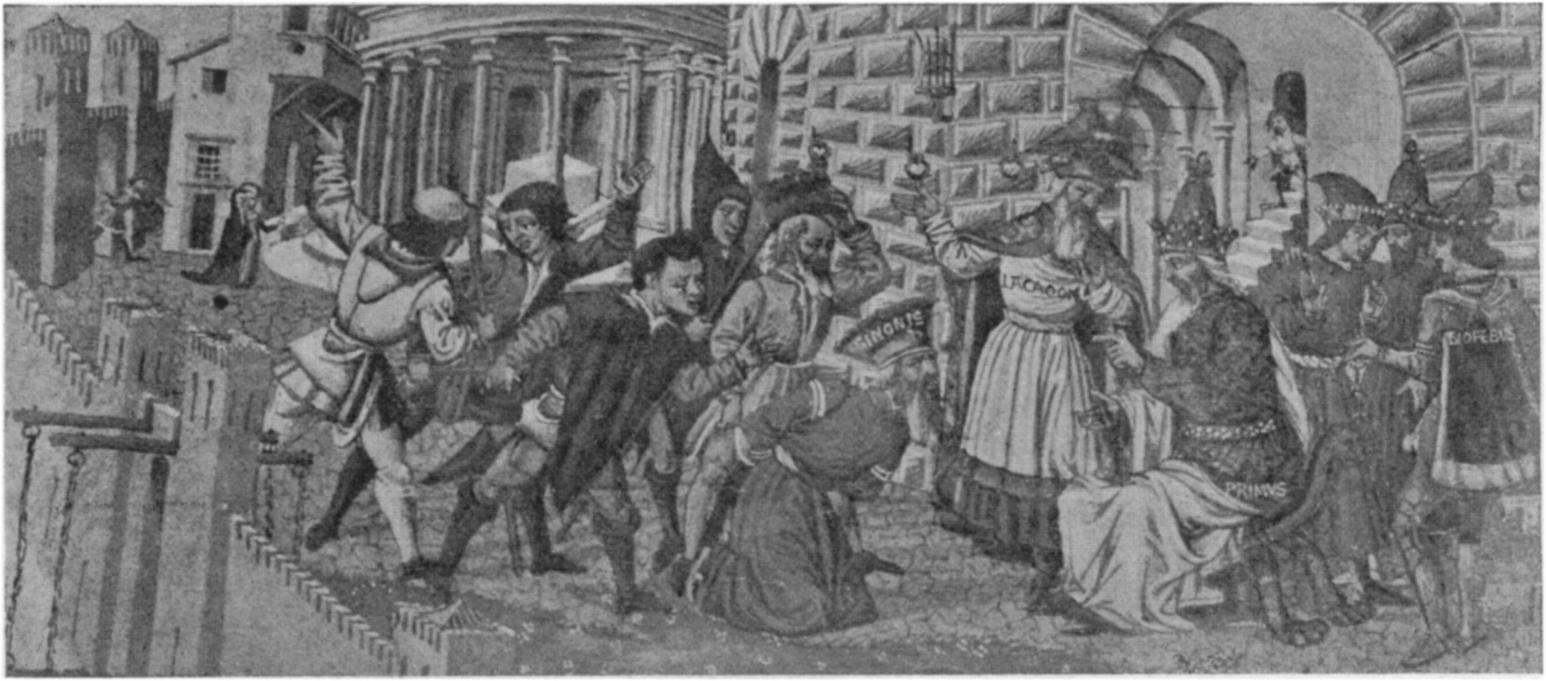
Miniature du Codex Riccardianus 492, folio 76 verso vraisemblablement exécutée par Benozzo Gozzoli, à la fin du XVe siècle. Au centre Laocoon, qui alerte les Troyens de la ruine prochaine de leur cité.
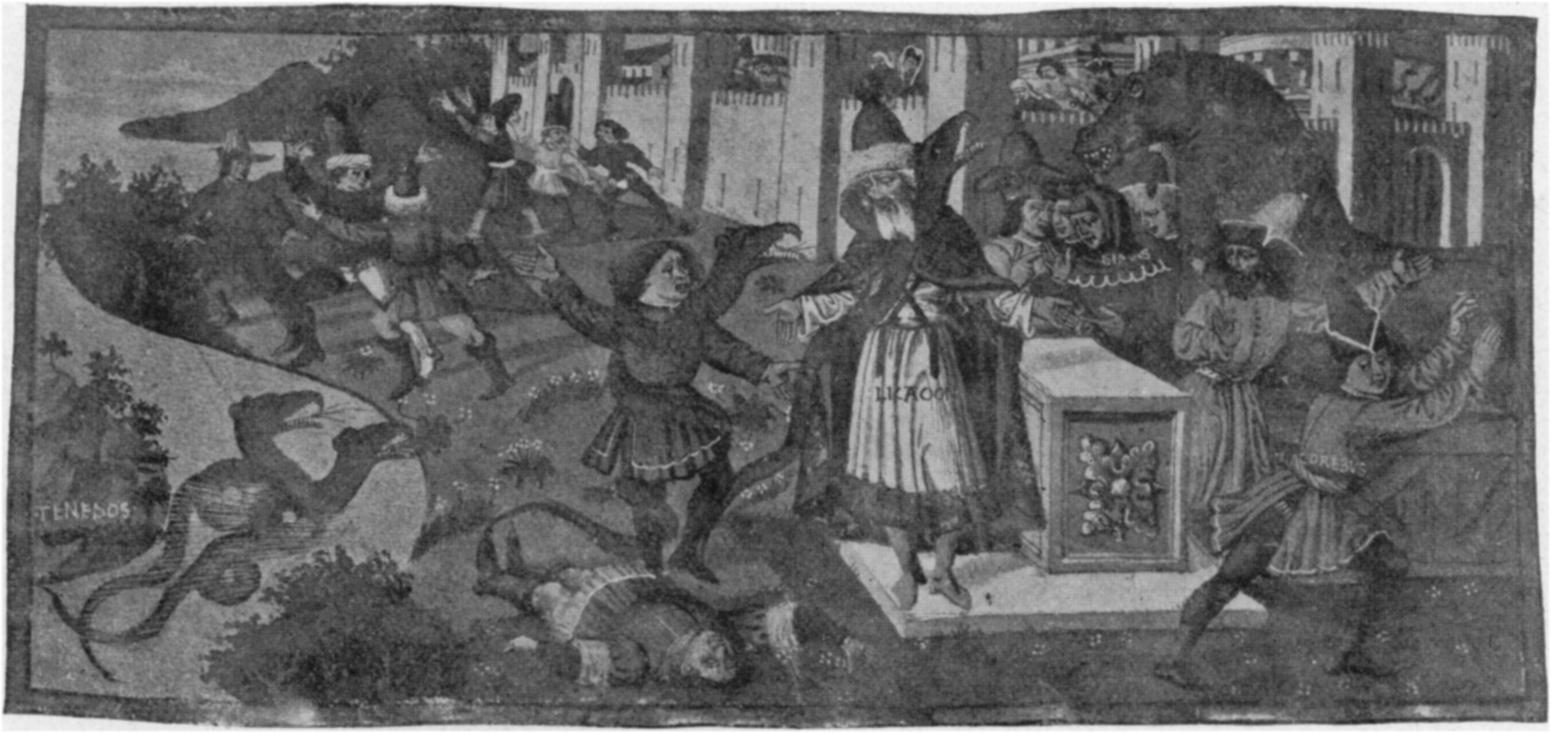
Miniature du Codex Riccardianus 492, folio 78 verso, peut-être exécutée par Benozzo Gozzoli à la fin du XVe siècle. À gauche les serpents marins venant de Tenedos, au centre Laocoon et ses fils sacrifiant, à droite les Troyens.
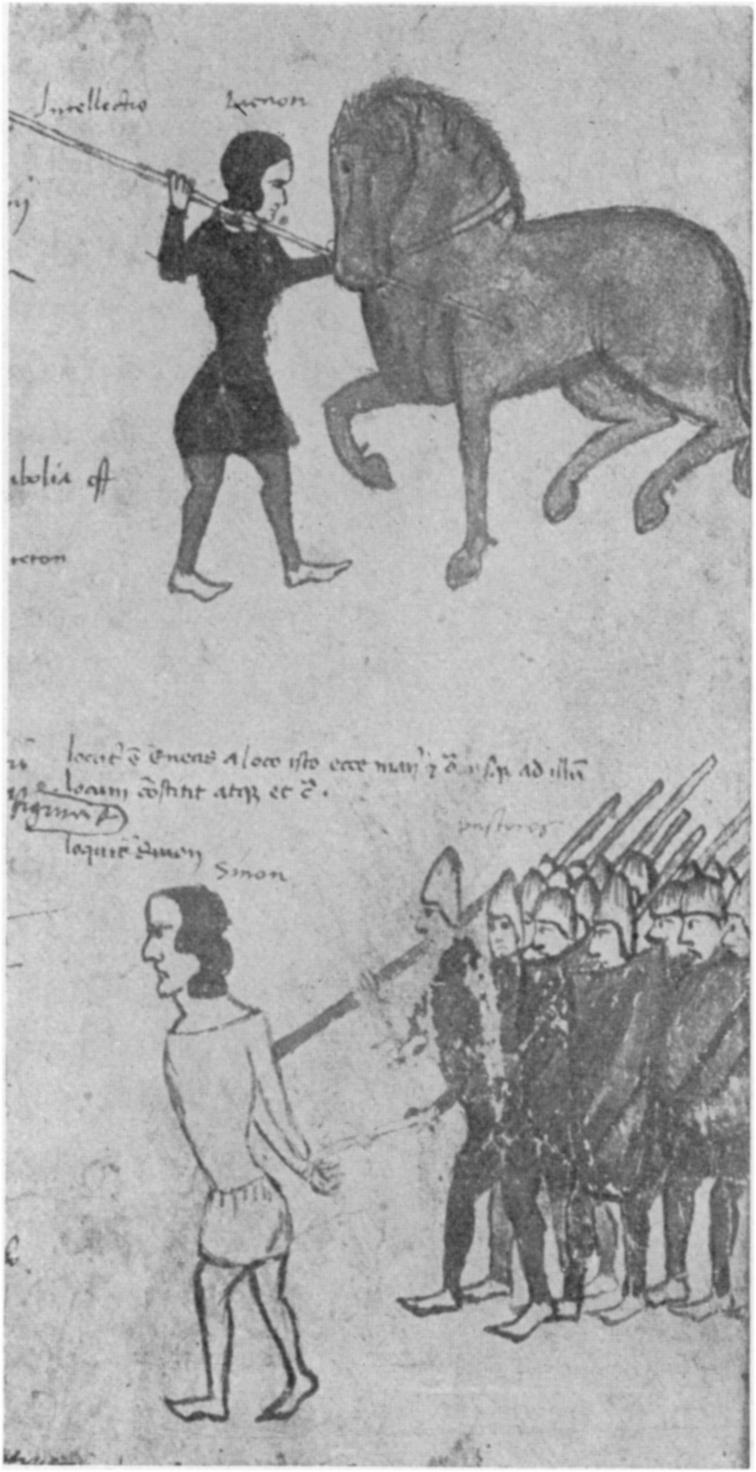
Miniature du Codex Vaticanus lat. 2761, folio 13 recto, vraisemblablement exécutée par Jacobi de Fabriano au début du XVe siècle. EN haut : Laocoon frappe de sa lance le Cheval de Troie, en bas la capture de Sinon.
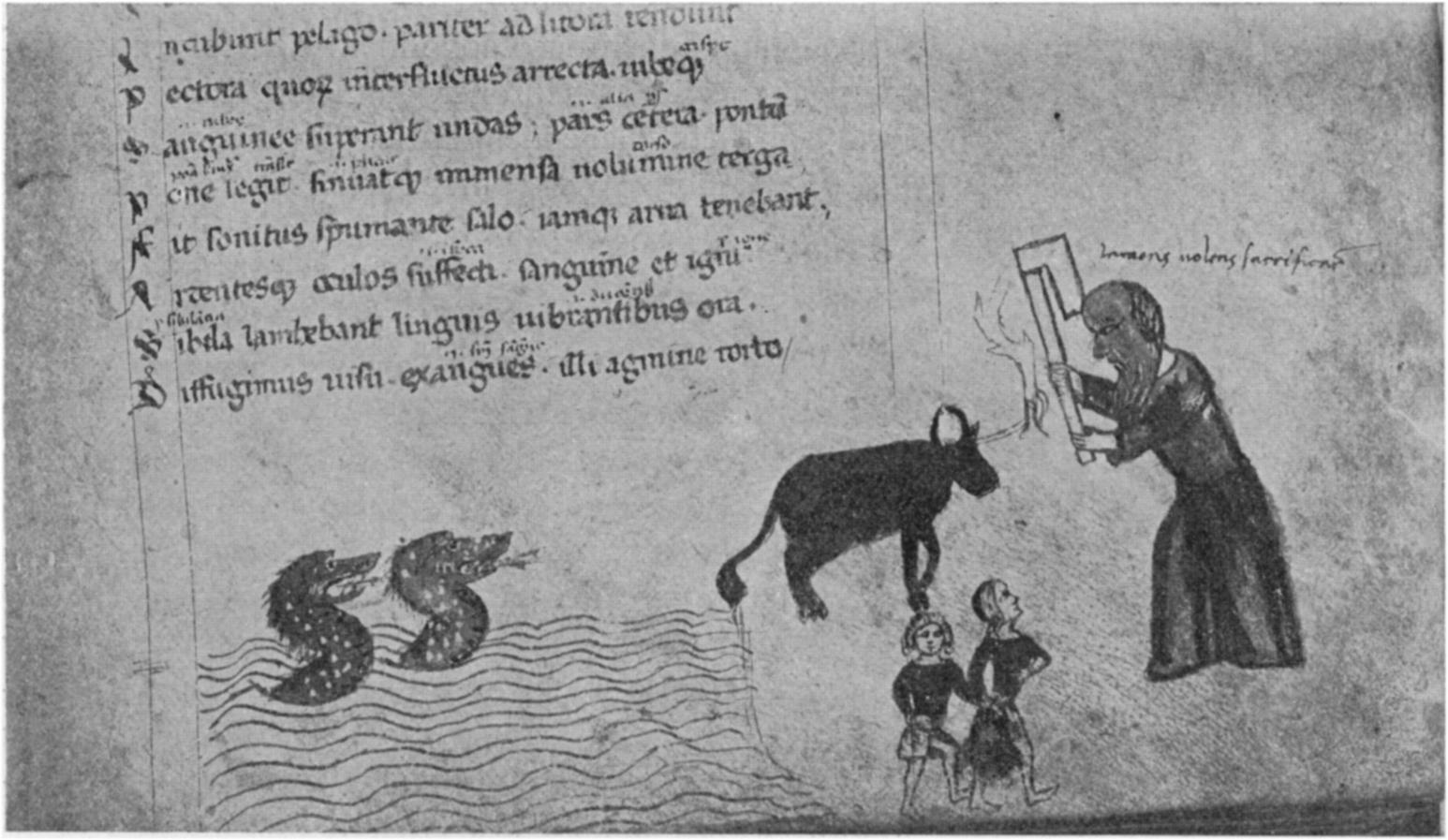
Miniature du Codex Vaticanus lat. 2761, folio 15 recto, vraisemblablement exécutée par Jacobi de Fabriano au début du XVe siècle. Laocoon et ses fils sacrifiant un taureau ; à gauche, les serpents s'approchent en venant de la mer.
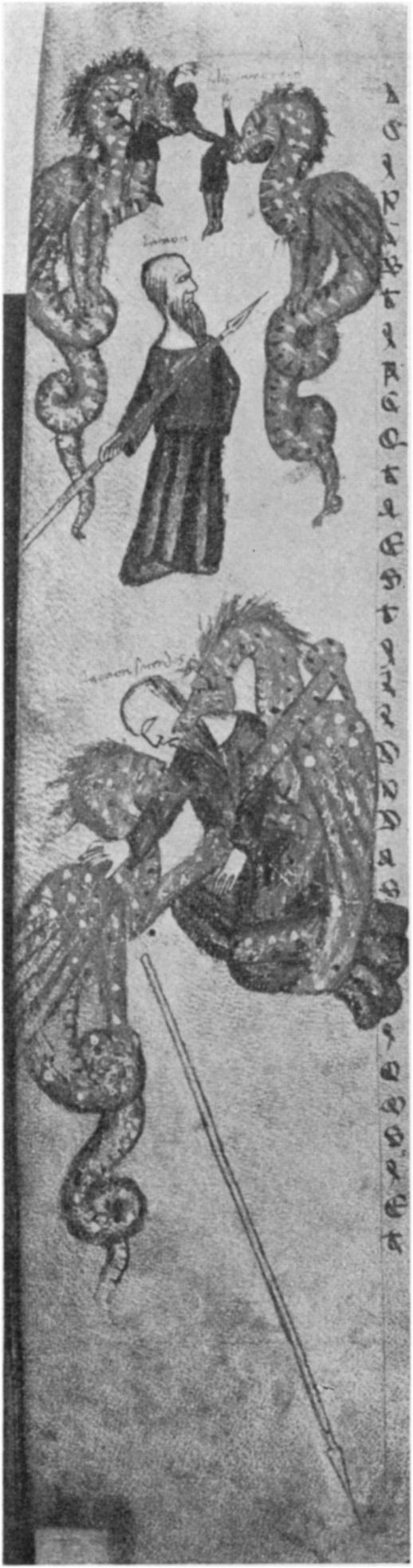
Miniature du Codex Vaticanus lat. 2761, folio 15 verso, vraisemblablement exécutée par Jacobi de Fabriano au début du XVe siècle. En haut, les serpents étranglent les fils de Laocoon, en bas ils tuent le devin lui-même.
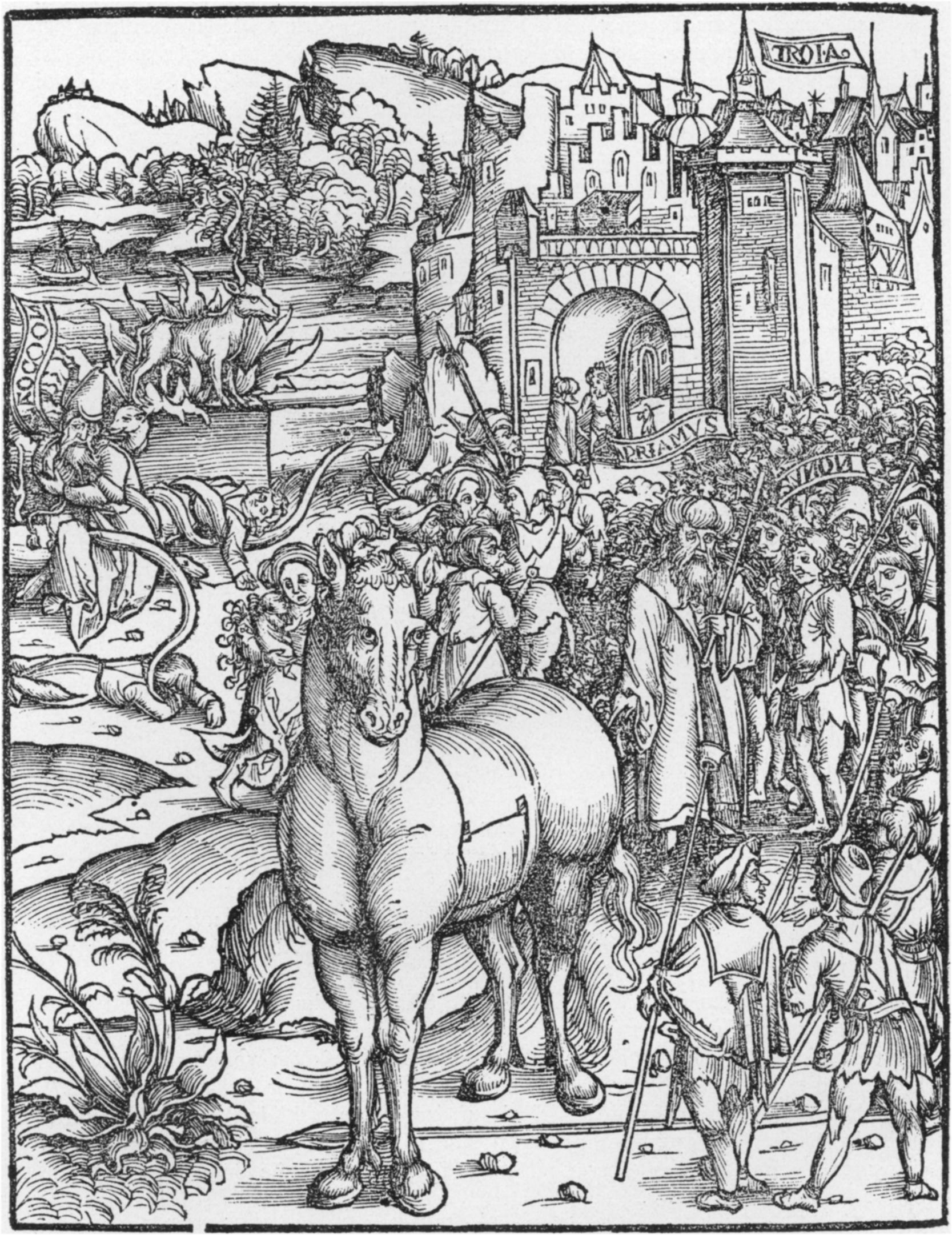
Gravure sur bois tirée de l'édition de Strasbourg des œuvres de Virgile (1502), verso de la page 162. Sur la gauche, le serpent attaque Laocoon et ses fils, au centre le cheval de Troie avec Sinon et Priam.
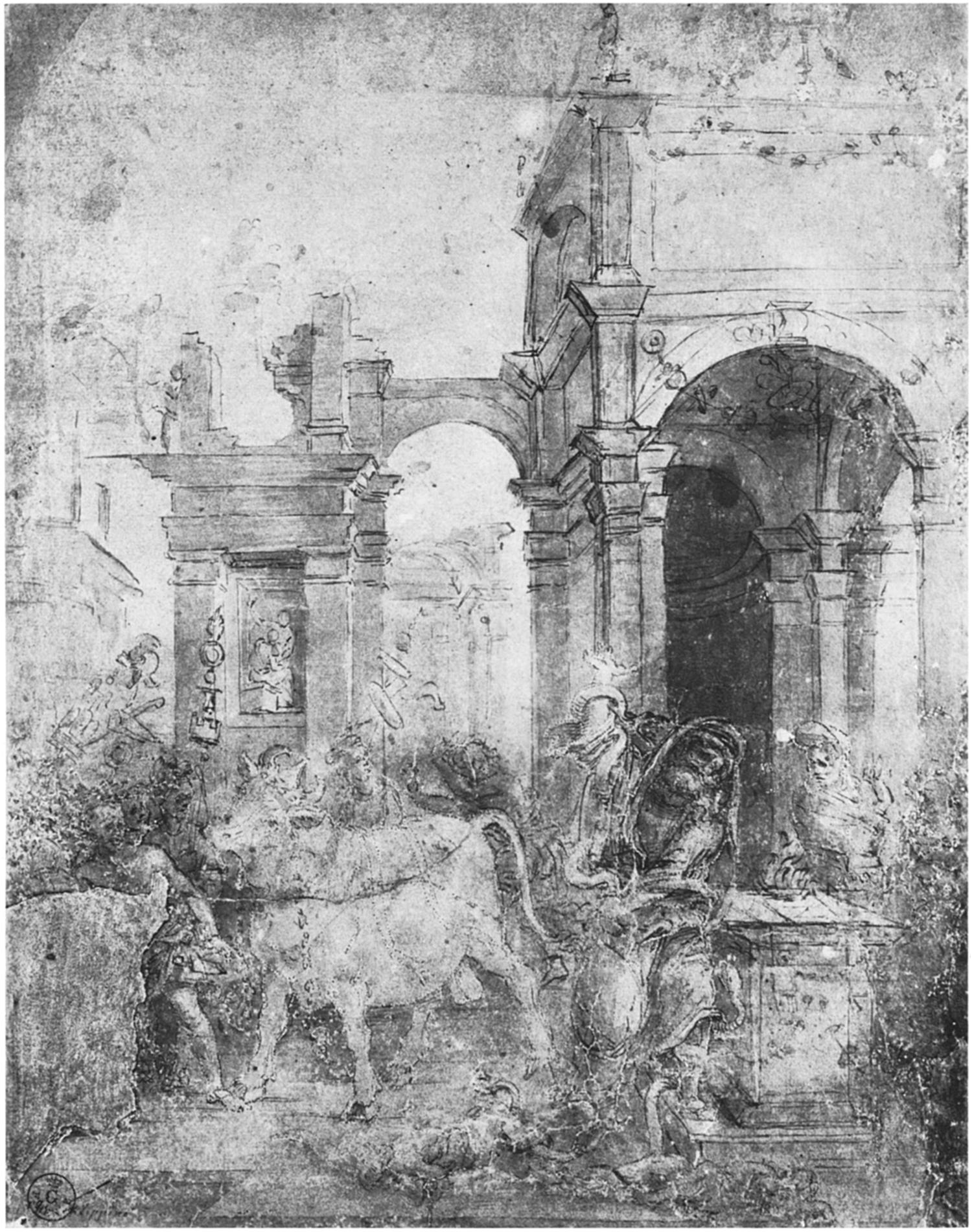
La Mort de Laocoon de Filippino Lippi (1506) au musée des Offices de Florence (Gab. dis. 169 F). Lavis à la plume.
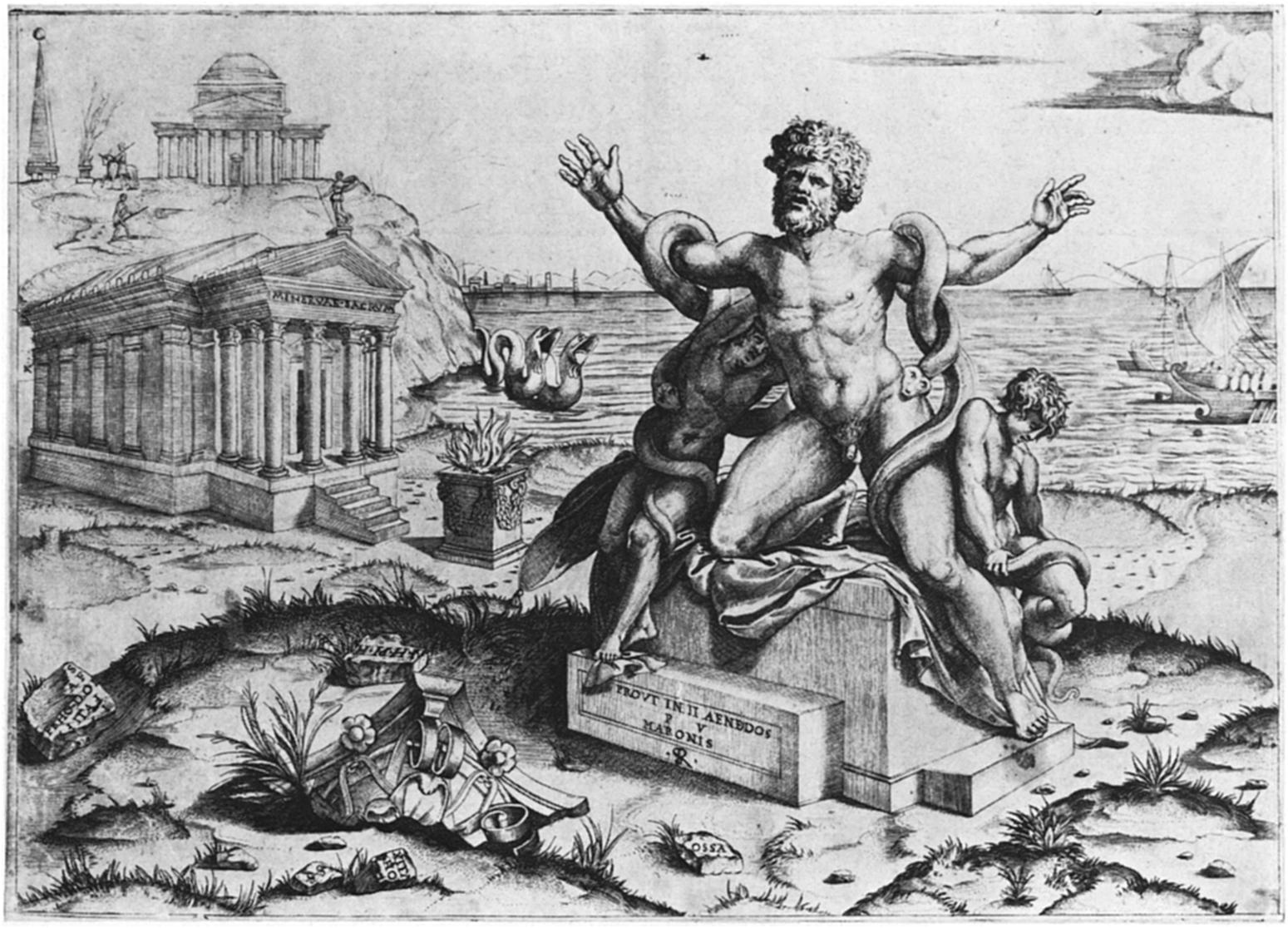
Eau-forte de Marco Dente intitulée La Mort de Laocoon (1510).
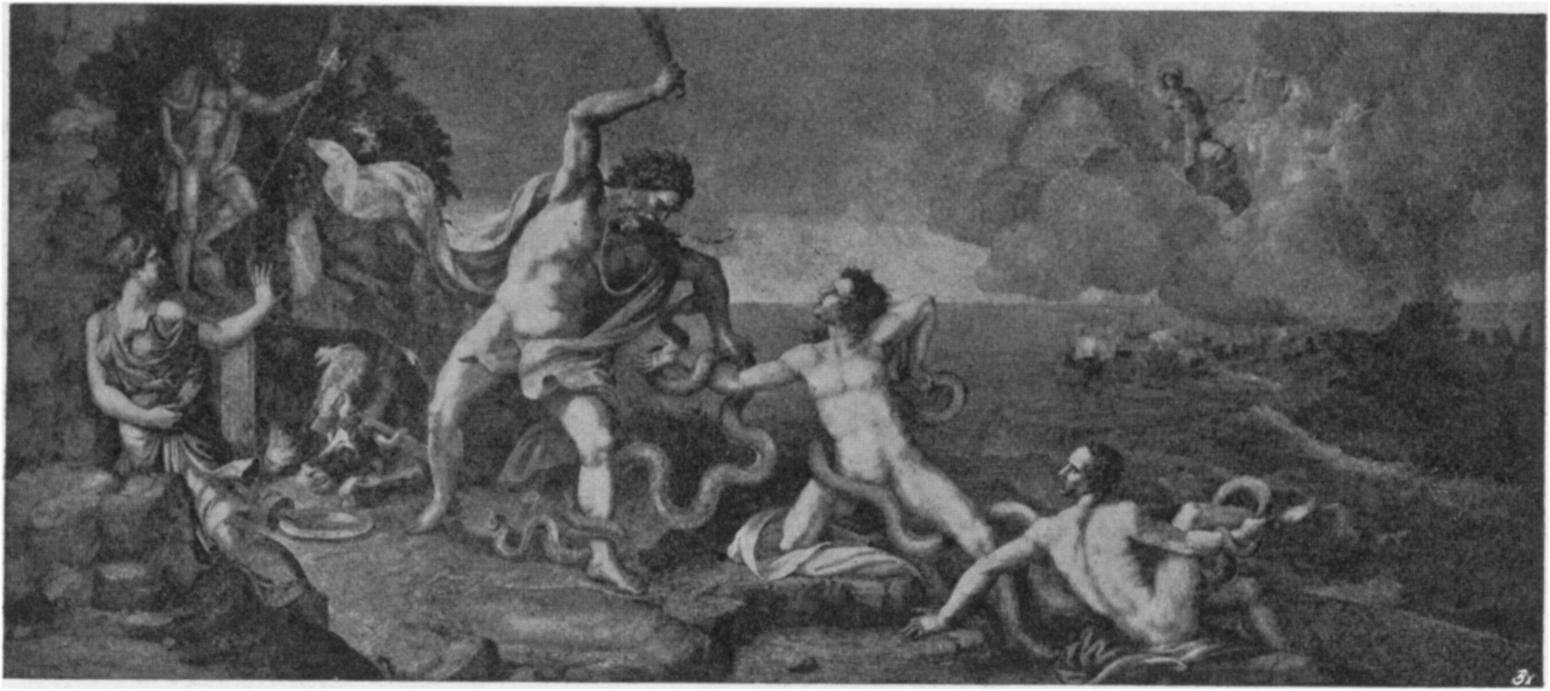
Fresque de Giulio Romano à Mantoue (avant 1538).
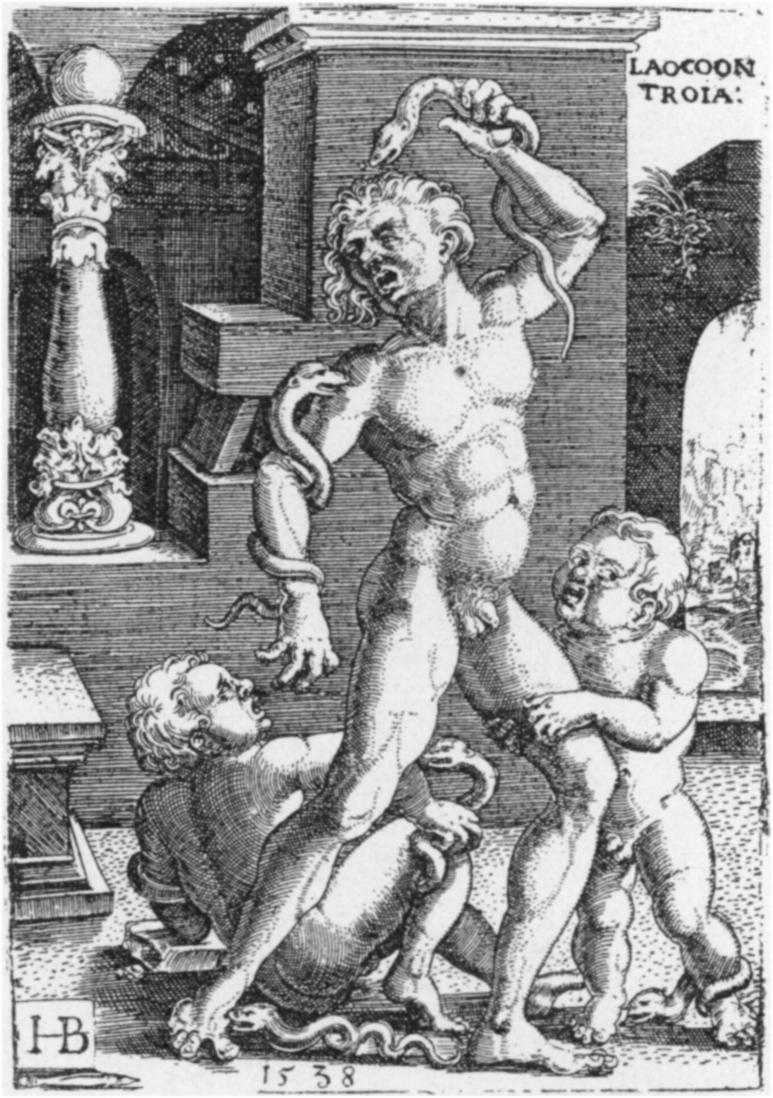
Eau-forte de Hans Brosamer (1538) présentant de grandes ressemblances avec le Groupe du Laocoon.
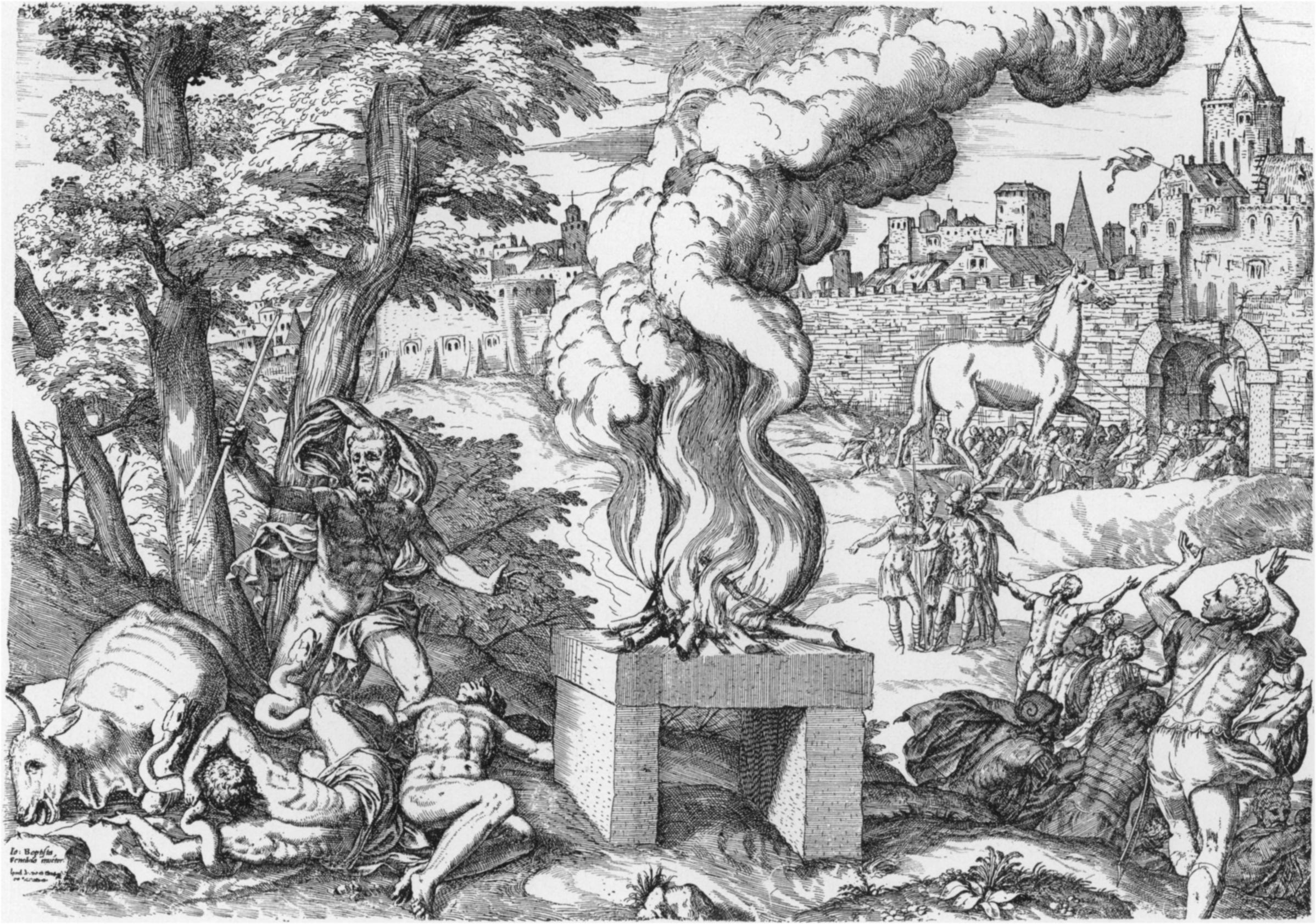
Eau-forte de Giovanni Battista Fontana intitulée Le Cheval de Troie (fin du XVIe siècle).

### Dans l'art médiéval et à la Renaissance
La raison pour laquelle on trouve si peu d'allusions à Laocoon dans l'art médiéval tient à la connaissance encore peu répandue des classiques latins et à l'absence totale de représentations artistiques (peintures, sculptures, etc.) de cette légende. Elle est par exemple racontée dans le Liber monstrorum, catalogue de peuples et créatures légendaires anonyme du VIIIe siècle :

« Et à la destruction de Troie, sous les yeux de toute la population, deux serpents battirent avec un grand bruit les vagues de l'île de Ténédos avec leurs mouvements courbés, et nagèrent vers le rivage avec la poitrine gonflée. Comme le chantait Virgile, le grand poète, ils avaient des crêtes sanglantes et leurs yeux étaient ardents de feu et de sang. Ils déchirèrent de leurs morsures venimeuses deux petits garçons lors de leur première attaque, et un troisième homme venant à leur secours. »

Ce n'est qu'au XIVe siècle que les premières miniatures des manuscrits commencent à être connues. L'une des premières est le Codex Riccardianus, qui se trouve aujourd'hui dans la bibliothèque du Palazzo Medici-Riccardi, et qui donne, en marge du texte de Virgile, une miniature montrant Laocoon et ses fils qui exhortent les Troyens à repousser le cheval de Troie. Cette illustration est l’œuvre d'Apollonio di Giovanni, et est antérieure à 1465. Le texte de ce codex comble une lacune de Virgile avec une exhortation à sacrifier à Neptune, afin que la parole de Laocoon porte et que le peuple le croie. Les miniatures des manuscrits médiévaux de Virgile reprennent vraisemblablement pendant tout le XVe siècle les thèmes de Jacobi de Fabriano et de Benozzo Gozzoli.
De la Renaissance, nous possédons entre autres les bois gravés représentant Laocoon dans la première édition imprimée allemande de Virgile, dite « édition de Strasbourg des œuvres de Virgile » (1502). Hans Grüninger et Sébastien Brant sont les artisans de cette édition ; Thomas Murner en reprend ensuite les planches gravées pour son édition de Virgile. Avant la découverte du Groupe du Laocoon en 1506, qui marquera de façon décisive toutes les estampes postérieures, il existe aussi un croquis de Filippino Lippi pour un projet de fresque. Cette esquisse s'inscrit exclusivement, comme les autres miniatures d'époque, dans la tradition de Virgile ou, selon Georg Lippold, dans la tradition des fresques de Pompéi. Comme l'artiste y a aussi fait figurer la femme de Laocoon et un temple antique, Richard Fœrster relie ce dessin à la version que Servius a paraphrasée d’Euphorion ou d’Hygin. Pour l'archéologue Arnold von Salis, le croquis de Lippi du Groupe du Laocoon, malgré son originalité évidente, est bien plus fidèle à la tradition antique que les miniatures illustrant les manuscrits de Virgile. Son modèle pourrait avoir été une peinture murale romaine, apparentée à celles de Pompéi, et qui a pu aussi servir de modèle à la miniature de Laocoon du manuscrit de Virgile de la Bibliothèque Vaticane. Les œuvres postérieures non inspirées par le Groupe du Laocoon sont consacrées pour la plupart à la scène du sacrifice à Poséidon tirée de Virgile, au coup de lance porté contre le cheval en bois, ou bien encore représentent les victimes dans une mise en scène distincte de celle du groupe. C'est ainsi que Hans Brosamer a gravé en 1538 une eau-forte inspirée du Groupe, que Nicolò dell’Abbate en a tiré dès avant 1552 douze fresques et Giovanni Battista Fontana à la fin du XVIe siècle une eau-forte de l'épisode du sacrifice. Giulio Romano en a tiré lui-même quelques fresques avant 1538, quoique selon Fœrster elles s'inspirent aussi du récit d’Hygin récemment publié, ou de celui de Pietsch dans la veine de Virgile. Marco Dente a gravé vers 1510 une eau-forte où il associe au Groupe du Laocoon ce qui est peut-être une des fresques de Pompéi ; en outre, il cite le second chant de l'Enéide de Virgile sur la base de l'autel où se tient Laocoon.
En 1531, dans la toile Saints Christophe, Roch et Sébastien, Lorenzo Lotto reproduit la structure du Laocoon avec un grand saint Christophe central flanqué, de part et d'autre, de deux petits saints Roch et Sébastien afin de réaliser une commande papale aujourd'hui replacée dans la basilique de la Sainte Maison de Lorette[réf. nécessaire].

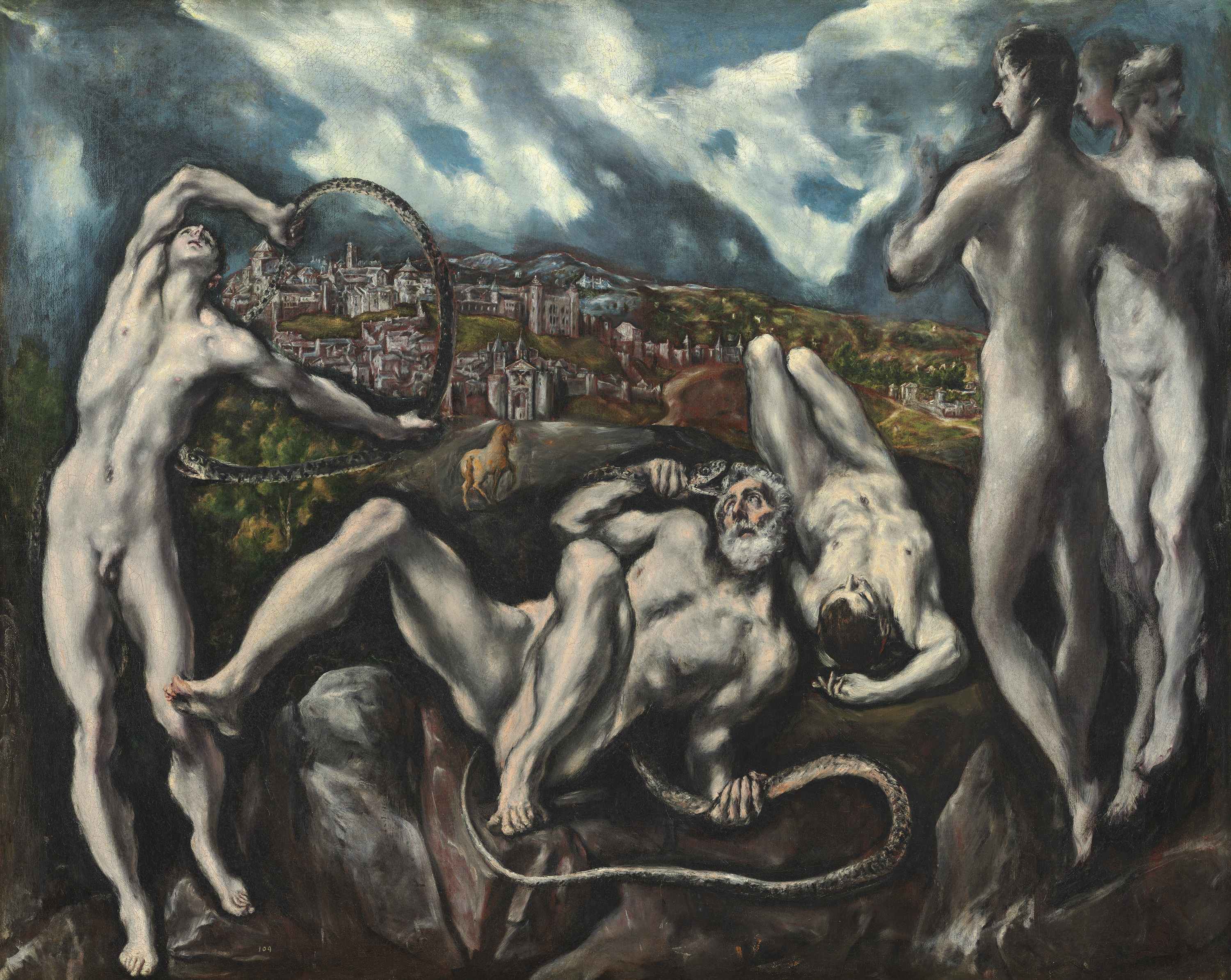
Le Greco, Laocoon, 1604/1608–1614, huile sur toile, 142 × 193 cm, National Gallery of Art, Washington.

Le tableau du Greco (1604–1614) qui combine à des éléments du Groupe du Laocoon des détails tirés de la littérature, a inspiré à son tour beaucoup d'artistes. Il a aussi été inspiré par une parodie que Le Titien a fait du Groupe du Laocoon, qui ne nous est connue que par une gravure qu'en a tirée Boldrini, dans laquelle le prêtre et ses fils sont des singes. Selon Arnold von Salis, Le Titien a cherché à tourner en dérision la folie de ses contemporains pour le Laocoon. Erwin Walter Palm propose d'identifier deux personnages du tableau d'El Greco, Apollon et Artémise, comme des allégories d'Adam et Ève. Mathias Mayer voit dans toute l'iconographie chrétienne antérieure au milieu du XVIe siècle un emploi de Laocoon comme une figuration d'Adam (et du « second Adam », à savoir Jésus Christ) et il interprète leurs destins respectifs, marqués par l'intervention d'un serpent, comme marqué par le péché originel. Mayer et Palm font remonter ce parallèle entre Laocoon et la figure d'Adam à l'histoire de l'interdiction du mariage donnée par Hygin et Euphorion chez Servius. Ewald M. Vetter interprète le duo d'une toute autre manière : le personnage qui tient une pomme dans la main ne serait pas Adam, mais Paris avec la pomme de discorde d'Éris ; et le personnage que Palm assimile à Ève serait Hélène. Le tableau du Greco n'aurait donc pas de rapport avec le Groupe du Laocoon, mais serait inspiré d'une eau-forte similaire de Jean de Gourmont du XVIe siècle qui, comme le tableau d'El Greco, fait allusion à la chute de Troie. Peu d’œuvres représentant Laocoon postérieures à la Renaissance n'ont pas été influencées, à un titre ou un autre, par le Groupe du Laocoon : le groupe en bronze d’Adrien de Vries (1626) et un dessin de Carl Bach (1796) ne lui empruntent que quelques thèmes pour la composition. Aubrey Beardsley a publié en 1886 neuf caricatures et 19 esquisses du second livre de l’Énéide, dont deux à propos de l'épisode de Laocoon.

### En littérature
L'auteur du Bas-Empire Blossius Aemilius Dracontius (fin du Ve siècle), dans une brève épopée : De raptu Helenæ, modèle l'un de ses personnages, Helenus, sur le Laocoon de l’Énéide : c'est lui aussi un prêtre troyen qui annonce à ses compatriotes la chute de leur cité. Apollon punit les Troyens, parce que Laomédon ne s'est pas acquitté d'une dette envers lui, comme dans la version de Nicandre de Colophon. Par une prophétie, il maudit Cassandre et le pendant de Laocoon, Helenus. Par la suite, et jusqu'au Moyen Âge, Laocoon ne sera plus nommé qu'en tant qu'exemple pour la déclinaison grecque en latin chez plusieurs grammairiens de l'Antiquité tardive, chez Grégoire de Tours dans ses Libri Miraculorum et encore dans une épigramme de l’Anthologie latine. E. Simons explique l'effacement progressif du mythe de Laocoon, malgré la cruauté exemplaire des dieux, par l'affadissement de la légende de Troie dans les œuvres de Darès le Phrygien et de Dictys Cretensis. Ces auteurs font peu de cas dans leurs récits des interventions divines et cela vaut aussi pour l'épisode de Laocoon. En outre, ajoute Simons, la transmission du mythe de Laocoon s'est accompagnée de tant d'interpolations que les auteurs chrétiens étaient en peine de dire quel dieu Laocoon vénérait, ou lequel il avait irrité. Neptune, étant donné ses attributions mineures, n'était plus une cible assez considérable pour la critique chrétienne du paganisme. La troisième raison avancée par Simons est que la mort de Laocoon comme allégorie de la chute de Troie après la fin de Priam et les présages de Laocoon, ont été supplantés par les épisodes d'Helenus (et de Cassandre) ; d'ailleurs ce récit est atypique parmi les mythes de l'Antiquité. C'est sans doute la raison pour laquelle la réception du mythe de Laocoon a été si peu étudiée par les chercheurs. Il n'y est fait allusion que dans quelques récits qui s'inspirent presque exclusivement de la version de Virgile : ainsi la saga des Troyens (XIIe – XIIIe siècle) dans un très bref passage du chapitre 34, où Laocoon n'est pas même cité nommément. Boccace, au IVe livre de sa Genealogia deorum gentilium (1350–1367) précise que Laocoon est le 55e fils de Priam.
Au XIIe siècle dans l'Empire byzantin l'érudit Jean Tzétzès s'intéressa à la légende de Laocoon, qu'il évoque dans son épopée en grec « La Suite d'Homère » mais seulement brièvement : Laocoon perce d'un javelot le cheval en bois. Un de ses fils meurt ensuite d'une morsure de serpent. Dans une glose à la tragédie Alexandra de Lycophron (IIe siècle av. J.-C.) il identifie l’« Île de Porcé le démembreur d'enfants » avec l'île de Kalydna. Selon Engelmann & Höfer, le monstre apparaît parce ce n'est pas Laocoon lui-même, mais l'un de ses fils qui a frappé le cheval de Troie ; fait qu'il rapproche de la glose d’un poème (parvenu mutilé) d'Ovide, L'Ibis : celui-ci écrit que c'est Laocoon ou T(h)eron qui a commis le sacrilège. Engelmann et Höfer estiment cependant que „T(h)éron“ est une altération du nom Éthron donné dans le commentaire de Servius. Robert voit dans la mort des fils, plus que dans la mort de Laocoon lui-même, une allusion à la remarque de Denys d'Halicarnasse relative sur la tragédie de Sophocle. Quant à Fœrster il met en doute le fait que l'épithète de « démembreur d'enfants » revoie nécessairement à la légende de Laocoon. La gnose de Lycophron, selon lui, renvoie plutôt à Bacchylides qu'à Sophocle. Foerster signale également que la glose de Lycophron est historiquement le premier texte selon lequel seuls les fils de Laocoon sont châtiés. Chez Quintus de Smyrne, qui a sans doute emprunté à Lycophron, Laocoon est tué, et selon Maurach, chez Virgile il est désavoué en tant que prêtre.
Dans le Moyen Âge occidental au contraire, l'histoire de Laocoon était presque entièrement tombée dans l'oubli, car même les statues et tableaux du groupe du Laocoon avaient disparu. Un poème de Jacopo Sadoleto, paru presque au moment de la découverte du Groupe en 1506, décrit cette statue avec les mêmes termes que Virgile narrant l'épisode de Laocoon. Les grands latinistes contemporains, comme son ami Pietro Bembo, dirent toute leur admiration pour ce poème, qui raviva le souvenir de Laocoon dans la littérature occidentale.
Depuis le XVIIIe siècle, plusieurs auteurs : James Thomon (The Laocoön, 1735 f.), Johann Gottfried Herder (Laokoons Haupte, vers 1770–1772), Paolo Costa („Il Laocoonte“, 1825), Domenico Milelli (it) (Laocoonte, 1899), Erik Lindegren (Gipsavgjutning, 1954), Donald Hall (Laocoön, vor 1957), Ștefan Augustin Doinaș (en) („Seminția lui Laocoon“, 1967) et Gunnar Ekelöf („Laocoön“, 1967) ont composé des élégies plus proches des auteurs anciens. Le mythe de Laocoon a aussi inspiré les dramaturges (Georg Christian Braun a publié dès 1824 la quasi-tragédie que Quintus de Smyrne a consacrée à Laocoon). Ernst Proschek („Laocoön“, 1919) et Eduard Maydolf (Laocoon. Tragédie en un acte, 1925) ont repris ce thème au XXe siècle.

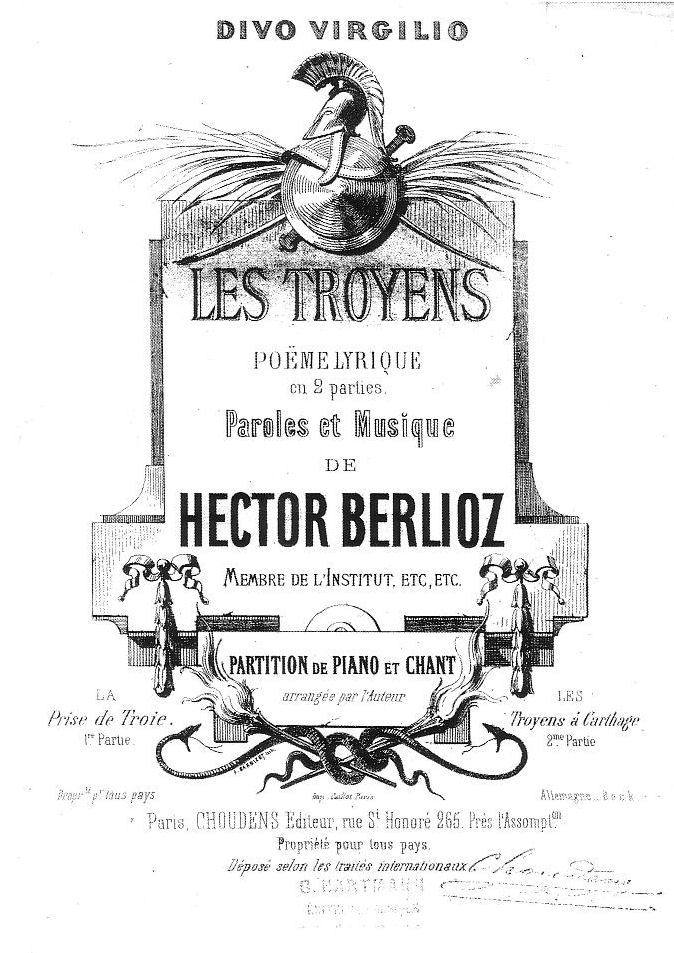
Affiche pour la Première du Opernlibretto d'Hector Berlioz Les Troyens (1864), où la tragédie de Laocoon est mise en musique.

### Dans la musique
L'épisode de Laocoon n'est pas non plus une source d'inspiration en musique : selon le philologue Klaus-Dietrich Koch, cela tiendrait à l'absence de happy end, dont l'opéra est coutumier. Pietro Alessandro Guglielmi a toutefois composé en Opera seria ayant pour titre Laconte/Laocoonte, d'après un livret de Giuseppe Pagliuca, représenté le 30 mai 1787 à Naples.
Hector Berlioz a donné en 1863 au Théâtre Lyrique des extraits du livret des Troyens, composé entre 1856 et 1860, et qui s'inspire surtout du second et du quatrième chant de l'Énéide. Laocoon n'y apparaît pas lui-même : c'est Énée qui (descendant de la citadelle comme Laocoon dans l'Énéide) fait le récit du coup de lance porté contre le cheval de Troie et de sa mort provoquée par un serpent ; mais il passe sous silence le sacrifice à Neptune et la mort des deux fils. Pour expliquer l'absence de l'épisode de Laocoon, le musicologue Klaus Heinrich Kohrs (de) avance la mort prématurée de Laocoon dans l'Énéide. D'après Kohrs, Berlioz fait l'économie d'un acteur interprète qui n'aurait que trop peu de scènes à jouer.
PRIAM, PANTHÉE, CHORÈBE, ÉNÉE, HELENUS, CASSANDRE, ASCAGNE, HÉCUBE, LE PEUPLE
Châtiment effroyable !

Mystérieuse horreur !

À ce récit épouvantable

Le sang s’est glacé dans mon cœur.

Un frisson de terreur

Ébranle tout mon être !

Laocoon ! un prêtre !

Objet de la fureur des dieux,

Dévoré palpitant par ces monstres hideux !

Horreur !
CASSANDRE
Ô peuple déplorable !

Mystérieuse horreur !

À ce récit épouvantable

Le sang s’est glacé dans mon cœur.

### Astronomie
L'astéroïde (3240) Laocoon, un troyen de Jupiter, porte son nom.

### Expression
L'exclamation d'Énée racontant la mort de Laocoon (Énéide, II, 204) : horresco referens (Je frémis en le racontant) est devenue une expression qui s'emploie toujours de manière plaisante.

## Sources

### Sources primaires
- Pseudo-Apollodore, Bibliothèque [détail des éditions] [lire en ligne], Épitome [détail des éditions] [lire en ligne] (V, 17).
- (en) Le Sac de Troie [détail des éditions] [lire en ligne].
- Hésiode, Théogonie [détail des éditions] [lire en ligne].
- Homère, Iliade [détail des éditions] [lire en ligne], Odyssée [détail des éditions] [lire en ligne] (VIII, 505 et suiv.).
- Hygin, Fables [détail des éditions] [(la) lire en ligne] (CXXXV).
- Ovide, Métamorphoses [détail des éditions] [lire en ligne].
- Pausanias, Description de la Grèce [détail des éditions] [lire en ligne].
- Virgile, Énéide [détail des éditions] [lire en ligne] (II, 214 et suiv.), Virgile, Géorgiques [détail des éditions] [lire en ligne].

### Sources secondaires
- (de) Cet article est partiellement ou en totalité issu de l’article de Wikipédia en allemand intitulé « Laokoon » (voir la liste des auteurs).
- Bernard Andreae, Laokoon und die Gründung Roms, Mayence, 1988, 220 p. (ISBN 978-3-8053-0989-9), p. 149–166Propose des analyses historiques, politiques et esthétiques du Groupe du Laocoon
- Foerster (1890a): Richard Foerster, Philologische Parerga zum Laokoon, Verhandlungen der vierzigsten Versammlung deutscher Philologen und Schulmänner in Görlitz vom 2. bis 5. Oktober 1888, Leipzig, 1890, p. 428–438Foerster s'intéresse ici à l'inscription trouvée sur le Groupe du Laocoon [pp. 428–430], à Pisandre de Laranda comme source d'inspiration de l'Enéide de Virgile [pp. 430–432] et donne une analyse complète du Laocoon de Sophocle, avec références à Hygin, Lycophron et d'autres auteurs [pp. 432–438].
- Foerster (1906a) Richard Foerster, Laokoon, vol. 21 : Jahrbuch des Kaiserlich Deutschen Archäologischen Instituts, Berlin, 1906, p. 1–32Après une description du Groupe du Laocoon [pp. 1–7], l'auteur examine la date possible de cette sculpture à partir d'indices grammatico-exégétiques [S. 11–13], philologiques [pp. 13–23], épigraphiques et paléographiques [pp. 23–31].
- Richard Heinze, Virgils epische Technik, Darmstadt, 1957 (réimpr. 4e), p. 12–20. 67–71.  (ISBN 978-1-144-23150-5)Analyse intéressante des poèmes de Virgile, de Quintus de Smyrne et du Pseudo-Apollodore.
- (de) Heinz-Günther Nesselrath et Dorothee Gall, Anja Wolkenhauer (dir.), Laokoon in der griechischen Literatur bis zur Zeit Vergils, Laokoon in Literatur und Kunst. Actes du symposium „Laokoon in Literatur und Kunst“ du 30 novembre 2006 à l'université de Bonn, Berlin/New York, W. de Gruyter, coll. « Beiträge zur Altertumskunde 254 », 2009, 266 p. (ISBN 978-3-11-020126-0), p. 1–13Nesselrath passe en revue tous les textes grecs sur Laocoon antérieurs à Virgile et les analyse.
- Wolfgang Pietsch, « Laokoon. Bemerkungen zur Episode in der Äneis, zur Wirkungsgeschichte und zur unterrichtlichen Behandlung eunes antiken Mythologems », Anregung. Zeitschrift für Gymnasialpädagogik, Munich, no 26,‎ 1980, p. 158–175Après une étude philologique du Laocoon de Virgile [S. 158–162], l'auteur examine la postérité de ce poème sur la littérature moderne [pp. 163–172], et conclut par des conseils pour l'enseignement [pp. 172–175].
- Carl Robert, « Bild und Lied », Philologische Untersuchungen, Berlin, no 5,‎ 1881, p. 192–212.
- Gerhard Schott, Hero und Leander bei Musaios und Ovid, Cologne, 1957, p. 36–55Les différents auteurs de Laocoon sont passés en revue, avec l'idée que la tradition de Quintus de Smyrne est distincte de celle de Virgile [pp. 46–55].
- (de) Roswitha Simons et Dorothee Gall, Anja Wolkenhauer (dir.), Der verräterische Gott. Laokoon in der lateinischen Literatur der Kaiserzeit und Spätantike, Laokoon in Literatur und Kunst. Actes du symposium „Laokoon in Literatur und Kunst“ du 30 novembre 2006 à l'université de Bonn, Berlin/New York, W. de Gruyter, coll. « Beiträge zur Altertumskunde 254 », 2009, 266 p. (ISBN 978-3-11-020126-0), p. 104–127Simons examine d'abord la fortune du mythe de Laocoon dans l'Empire romain, notamment chez Dracontius [pp. 104–110], Pétrone [pp. 114–117], Donat [pp. 117–120] et l’Excidium Trojæ [pp. 120–123], puis examine pourquoi il a été totalement ignoré au Moyen Âge [pp. 123–127].
- Herbert Steinmeyer, « Die Laokoonszenen in Vergils Aeneis (Aeneis II 40–66 und 199–233) », Der altsprachliche Unterricht, Seelze, no 10,‎ 1967, p. 5–28Après une étude comparée du Laocoon de Virgile avec différents auteurs, l'épisode est examiné à la lumière de la théorie aristotélicienne du théâtre [pp. 17–22], puis l'auteur analyse sa postérité littéraire [pp. 23–28]..